# Flößerei

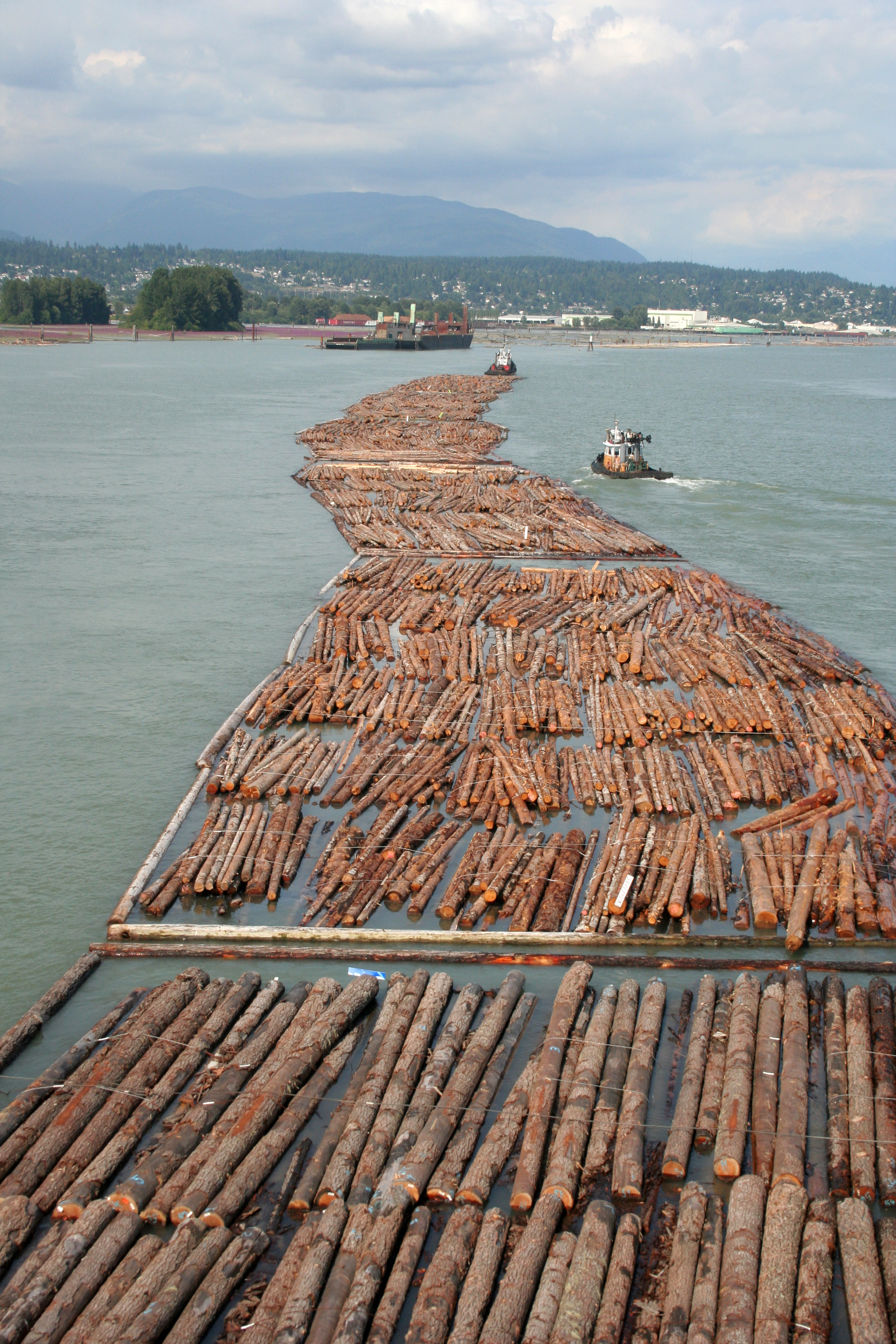
Geschleppter Log boom am Fraser River, nahe der Mündung bei Vancouver, Kanada (2006)

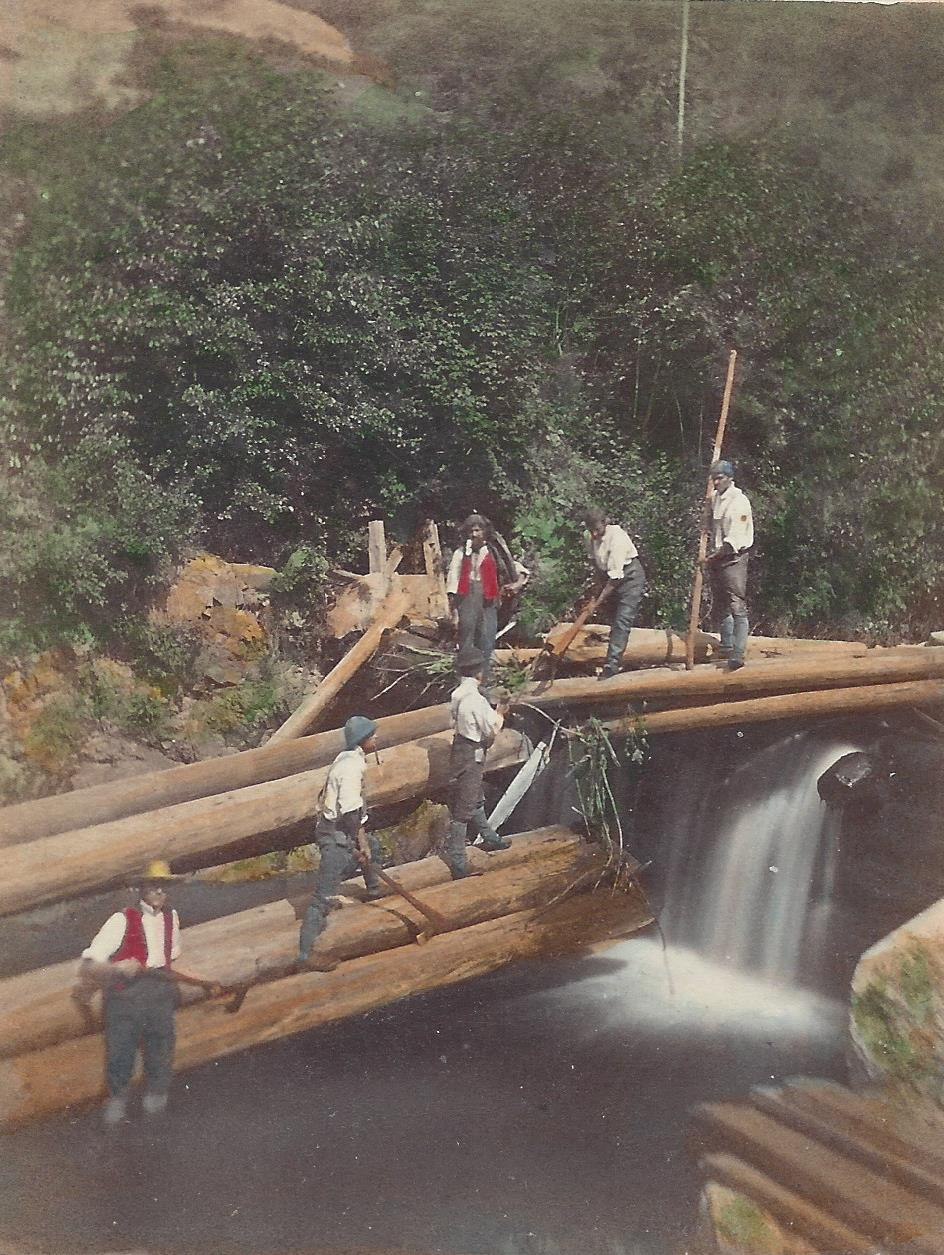
Ludovico Wolfgang Hart: Vorbereitung einer Schwallung (Trift) auf der Wolf im Schwarzwald (1864)

Flößerei und Trift (von „treiben“ im Sinne von „treiben lassen“) bedeuten Transport von schwimmenden Baumstämmen, Scheitholz oder Schnittholz auf Wasserstraßen, wie er in Deutschland bis etwa zum Beginn des 20. Jahrhunderts üblich war und regional noch bis Ende der 1950er Jahre. Wenn das Holz zusammengebunden ist, heißt es Flößen, ansonsten Triften. Das Flößen wird auch als Schwemmen oder Holzschwemmen, also „schwimmen lassen“ bezeichnet.
Hochgelegene Schwemmteiche speicherten Wasser, das abgelassen wurde, um die Trift an kleinen Wasserläufen zu ermöglichen. In der Nähe von Verarbeitungsbetrieben bestanden teilweise Schwemmteiche, die der Nasslagerung von Stämmen dienten, so etwa der Holzschwemmteich Wiederitzsch in Leipzig.
Die Flößer banden Baumstämme zu sogenannten Gestören und transportierten auf diese Weise große Holzmengen. Dabei wurden Salze aus dem Holz gewaschen, so dass es sich bei der späteren Trocknung weniger verwarf. Die Fahrt durch Wehre war allerdings gefährlich, die Höhenunterschiede zwischen einzelnen Holzstämmen betrugen manchmal über einen Meter, und der Flößer geriet tief ins Wasser. Hinter dem Wehr befanden sich oft Strudel und Untiefen. Auch Helfer standen dort bereit, um im Notfall Hilfe zu leisten.
Im Dezember 2022 erklärte die UNESCO die Flößerei zum immateriellen Kulturerbe der Menschheit.

## Geschichte

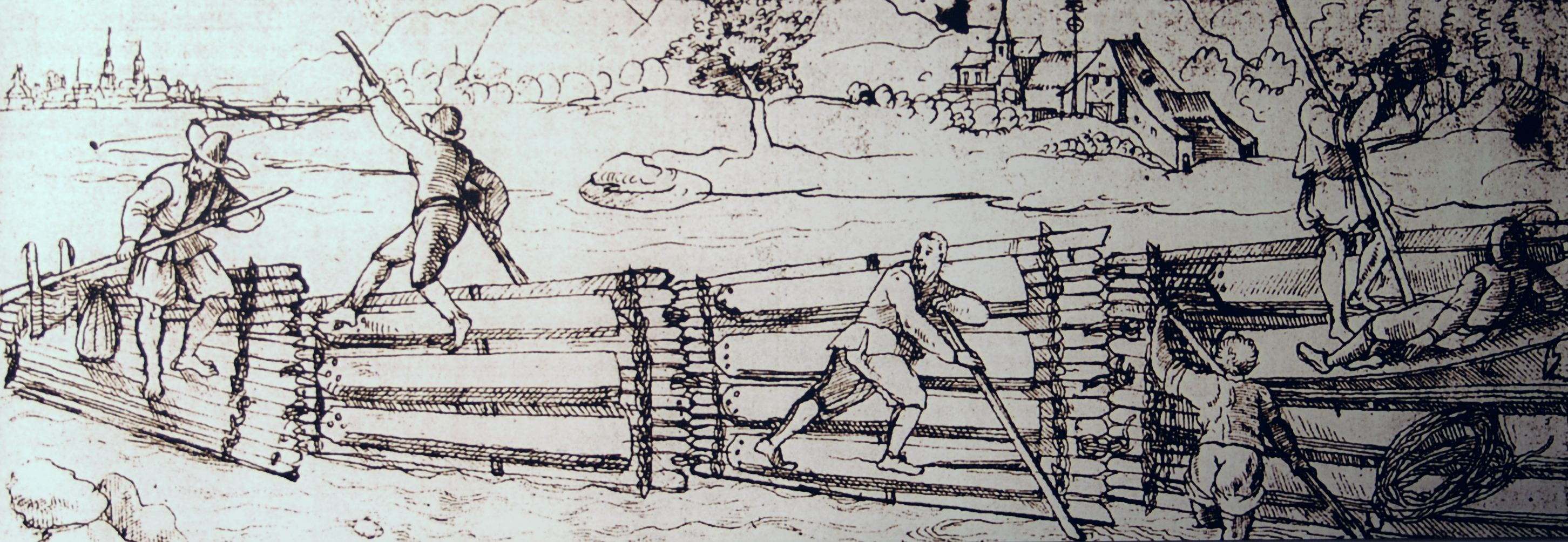
Darstellung der Flößerei am Oberrhein, um 1600. Bortfloß mit Brettern als Oblast

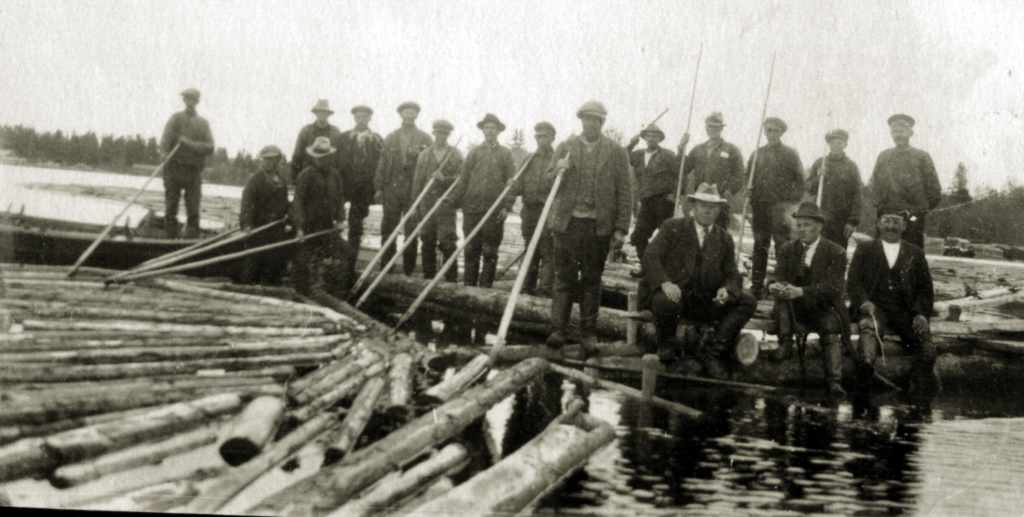
Finnland (1930er Jahre)

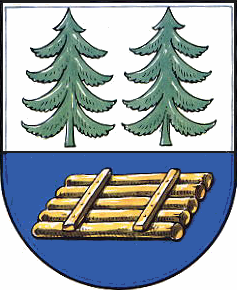
Wappen von Elvershausen

### Altertum, Mittelmeerraum

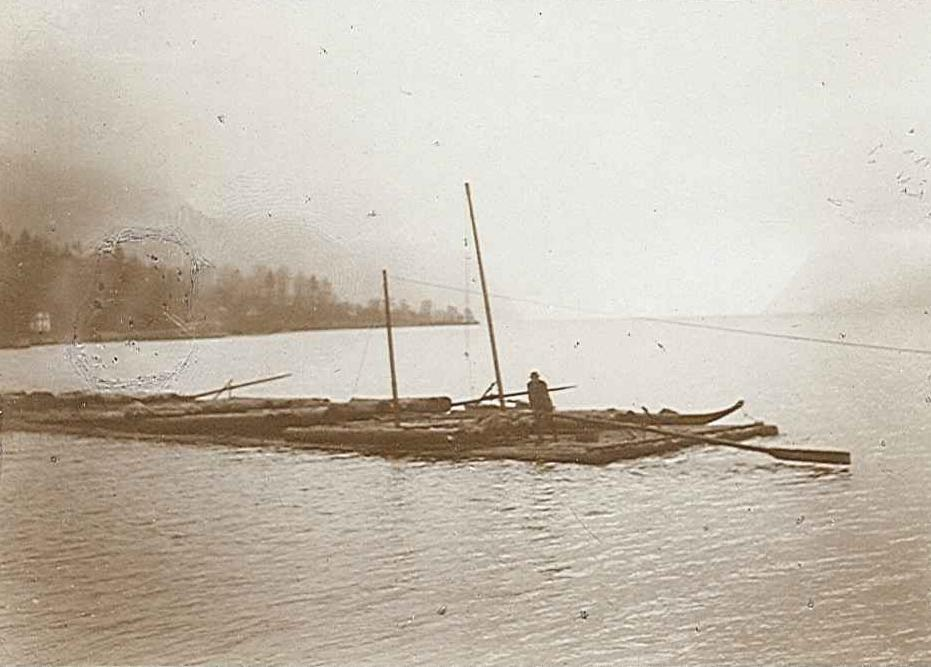
Traunsee (1906)

Das Alte Testament (1 Kön 5,23 ) erwähnt, dass Hiram, der König von Tyros, Zedern- und Tannenholz in Form von Flößen übers Mittelmeer an den König Salomo lieferte, der sein Großreich Israel von ca. 965 v. Chr. bis ca. 926 v. Chr. regiert haben soll. Theophrastus (Hist. Plant. 5.8.2) berichtete, dass die Römer mit einem Floß mit fünfzig Segeln von der Insel Korsika Bauholz heranbrachten.

### Altertum und Mittelalter, Deutschland
Julius Cäsar schrieb, die Helvetier hätten den Rhein mit Flößen überquert. Andere Schriften berichten, dass die Magyaren bei ihren Einfällen im Jahre 926 im Schwarzwald Holz für Flöße und Fähren schlugen.
Ein Dokument aus der zweiten Hälfte des 12. Jahrhunderts (ca. 1173/1174) im Bayerischen Hauptstaatsarchiv gibt Auskunft über die Höhe der Abgaben, die Mittenwalder Flößer dem Kloster Schäftlarn zu leisten hatten. Eine andere Urkunde in lateinischer Sprache aus dem Jahr 1258 erwähnt die Flößerei auf der Saale und im Archiv der Stadt Heilbronn erwähnt eine Urkunde vom 17. Februar 1342 die Flößerei. Die älteste erhaltene Floßordnung stammt aus dem Jahr 1310. Der Münchner Rat hatte sie für die Isar erlassen und regelte darin den gesamten Handel mit Holz, das über den Fluss in die Stadt gelangte.

### Neuzeit, Deutschland
Steigende Bevölkerungszahlen zum Ende des Mittelalters und der aufkommende Schiffbau führten zu einer Holznot. Im 18. Jahrhundert wurde neben Bauholz noch viel mehr Brennholz von weit her transportiert, d. h. auch krumme und verwachsene Stämme. Die Flößerei erhielt einen starken Aufschwung bis zur zweiten Hälfte des 19. Jahrhunderts, als die Industrialisierung in vollem Gange, das Wegenetz jedoch noch nicht in heutigem Umfang ausgebaut war. Das änderte sich zu Beginn des 20. Jahrhunderts, als Eisenbahn und Lastkraftwagen einen schonenderen und schnelleren Holztransport auch an Orte ermöglichten, die nicht am Fluss lagen (siehe auch Geschichte der Eisenbahn, Geschichte der Eisenbahn in Deutschland). Die Flößerei verschwand von den Flüssen, nur die Langholzflößerei hielt sich etwas länger als die Trift. Nach dem Zweiten Weltkrieg war die Flößerei nur noch von regionaler Bedeutung, so z. B. auf dem Finowkanal, verschwand aber bis Ende der 1960er Jahre fast vollständig. Es gab nur noch eine kurze Renaissance in der DDR in den 1980er Jahren, als es in der Planwirtschaft zu Lieferengpässen kam. Bis zum Ende der DDR wurde das Sägewerk Werbellinsee ausschließlich durch geflößtes Holz beschickt, das Langholz wurde direkt neben dem Sägewerk oder an der Holzablage Michen, heute eine Badestelle, ins Wasser gelassen. Die Förderanlage der Sägegatter zog das geflößte Langholz direkt aus dem See.
Im Dezember 2014 wurde die Flößerei als Kulturform in das Verzeichnis des immateriellen Kulturerbes in Deutschland aufgenommen.

## Trift

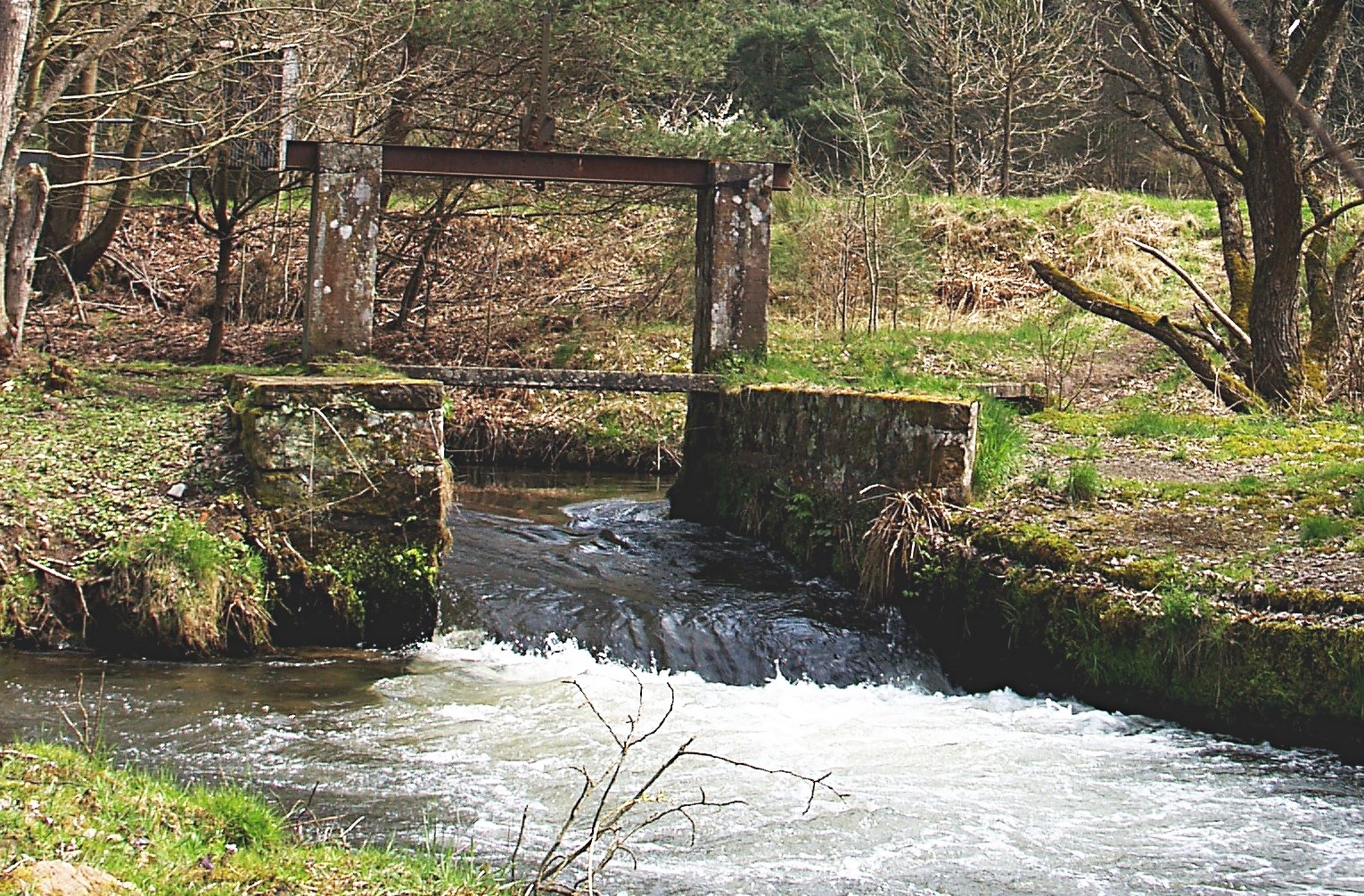
Triftwehr auf der Wieslauter in der Pfalz

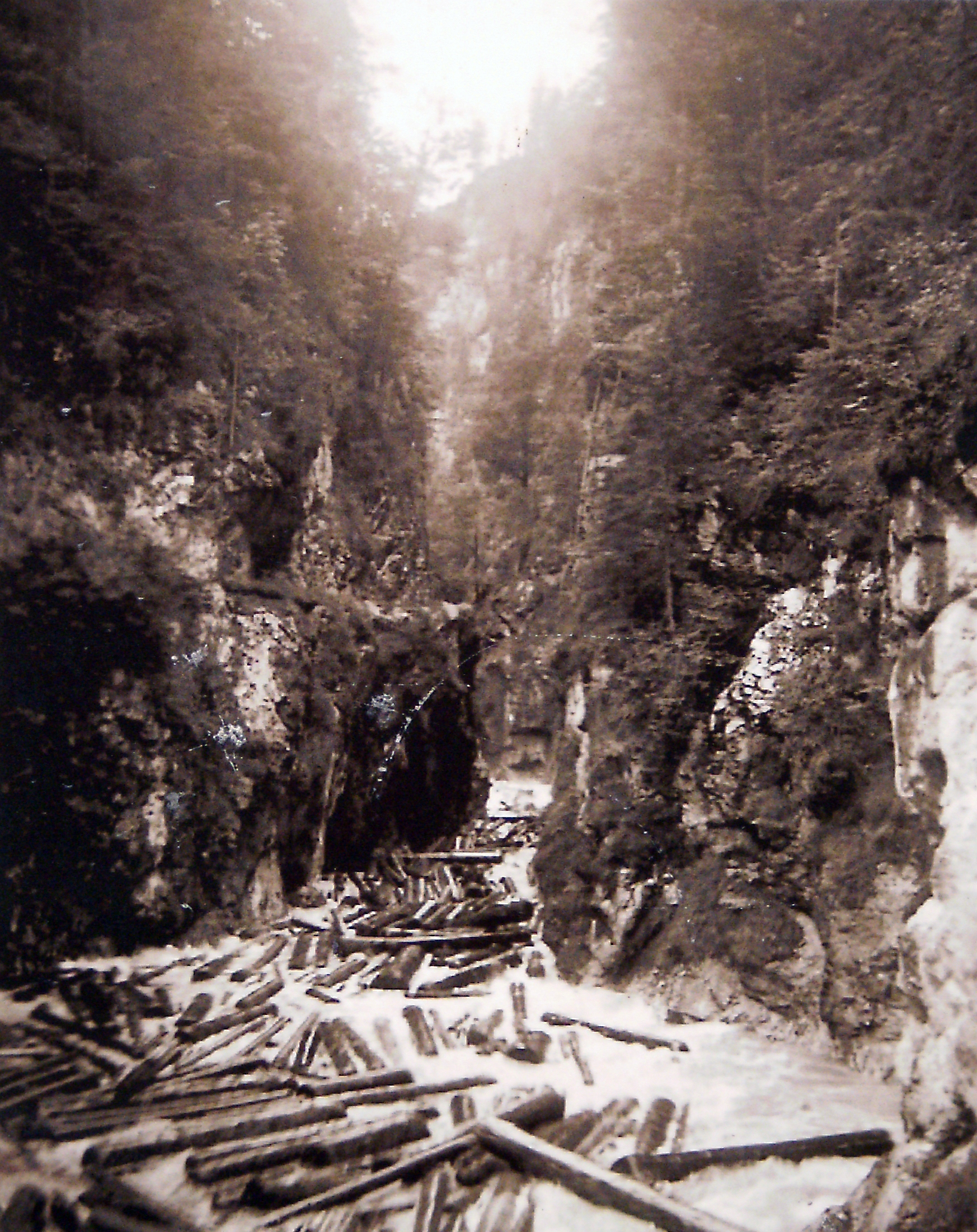
Trift in der Kaiserklamm

Die Trift ist die Vorform der Flößerei mit ungebundenen Baumstämmen. Man warf das Holz in den Fluss, ließ es im Wasser abwärts treiben und brachte es wieder an Land. Meistens wurde Brennholz so behandelt, Wertholz dagegen wurde unter Aufsicht geflößt. Getriftet wurde vor allem bei Hochwasser im Frühjahr und im Herbst. 2 bis 3 % der Holzmenge versank dabei oder ging auf andere Weise verloren.
Zur Trift wurden auch eigens Gräben angelegt. Der Elsterfloßgraben ist 93 km lang und versorgte u. a. Merseburg und Leipzig mit Brennholz.
Im Unterschied zu größeren Flüssen, die ohne zusätzliche Anlagen zur Flößerei geeignet sind, hatten die Triftbäche im Mittel- und Hochgebirge oft zu enge Kurven und zu wenig Wasser. Dann wurden Wasserspeicher, Teiche und Stauseen angelegt. Diese wurden – je nach Landschaft – als Klausen, Wooge, Wasser-/Schwellstuben, Schwellweiher, Schwallungen, Floßteiche, Schleusen oder Treibseen bezeichnet. Darin oder etwas talabwärts am Ufer wurde das Holz vorgesammelt und erst beim Einsetzen des Hochwassers, zum Beispiel bei der Schneeschmelze, in einem Wasserschwall auf den Weg gebracht.
Um sie vor Schäden während der Trift zu bewahren, wurden die am Lauf gelegenen Mühlen, Säge- und Hammerwerke abgesperrt und deren Betreiber von den Forstunternehmern für den Ausfall entschädigt.
Die Trift verschwand gleichzeitig mit der Flößerei in der Mitte des 20. Jahrhunderts von den deutschen Wasserläufen.

## Verbreitung
Im Donauraum waren Holzschwemmanlagen und Flößerei stark verbreitet, so beispielsweise:
- aus Böhmen über den Schwarzenbergschen Schwemmkanal
- aus dem Mühlviertel in Oberösterreich, mit Holzschwemme (Scheiterschwemme) auf
  - der Aist (1799[7] bis 1947), siehe dazu auch Au und Rosenhofer Teiche
  - der Maltsch (vor 1685 bis 1842)
  - der Naarn (1756[7] bis 1938) → Hauptartikel: Perger Schwemmplatz
  - dem Sarmingbach (1765[7])
- aus dem Waldviertel in Niederösterreich im mittleren Kamptal oberhalb von Rosenburg
- im Reichraminger Hintergebirge in Oberösterreich, heute NP Kalkalpen mit Waldbahn (bis 1971), Trift (bis 1936), Flöße auf der Enns
- aus dem Wienerwald mit anschließendem Schiffstransport über den Wiener Neustädter Kanal

Die Floßlendstraße am rechten Ufer der Mur in Graz zeugt vom Flößen, ein Wandbild am Haus Floßlendstraße 44 zeigt ein Floß.
Vom Frankenwald aus wurde die Flößerei ebenfalls intensiv betrieben und führte über Rodach, Main und Rhein bis nach Holland.
Auch im Stromgebiet der Weser (neben der Weser unter anderem Werra, Fulda, Aller, Leine, Harzgebiet) fand eine erwähnenswerte Flößerei statt. Insbesondere die Stadt Hann. Münden profitierte durch diese Art der Holzbeförderung (Stapelrecht).
Im sächsischen Raum wurde auf der Elbe, der Mulde, der Weißen Elster und ihren Nebenflüssen und Bächen, die aus dem Elbsandsteingebirge und dem Erzgebirge (beide waldreich) kommen, Flößerei betrieben. Abnehmer waren neben größeren Siedlungen Erzverhüttungsbetriebe. Erwähnenswert ist der ehemals bedeutende Holzumschlagplatz Pirna.
Die Ausleitung eines Mühlgangs zur Gewinnung von Wasserkraft erfordert ein Wehr quer bis diagonal über einen Fluss. Bei geeigneter Gestaltung des Wehrs, insbesondere mit einer unterwasserseitig abfallenden Rampe, oft aus Holz, und ausreichend Wasserführung oder mit einem kurzzeitig erzeugten Wasserschwall ist ein Wehr für Flöße abwärts passierbar. Auch Ausleitungskraftwerke erhalten graduell die Flößbarkeit eines Flusses.
Mit dem Bau von optimierten Wasserkraftwerken im Fluss selbst wurde jedoch durch extreme Verlangsamung der Strömung im Staubereich und das Stauwerk selbst die Befahrbarkeit mit Flößen unterbrochen.
Mitunter haben Kraftwerke oder Mühlen einen mit mehr oder weniger Wasser beschickbaren Bypass mit abfallender Sohle, der auch als Rutsche für robuste Sportboote, Treibgut oder eben Flöße dienen kann.

## Regional

### Rhein, Neckar und Nebenflüsse

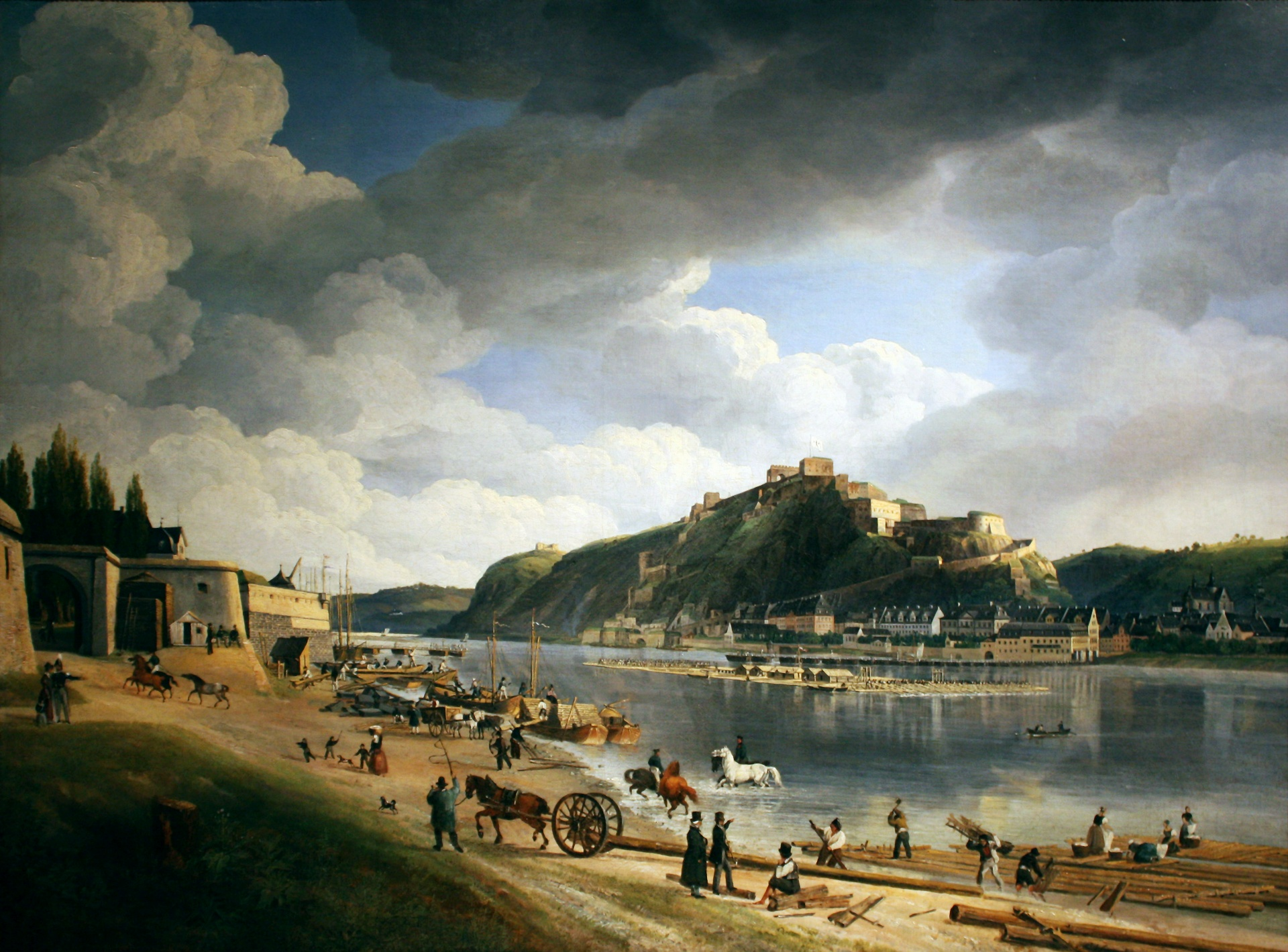
Lasinsky Koblenz-Ehrenbreitstein, 1828

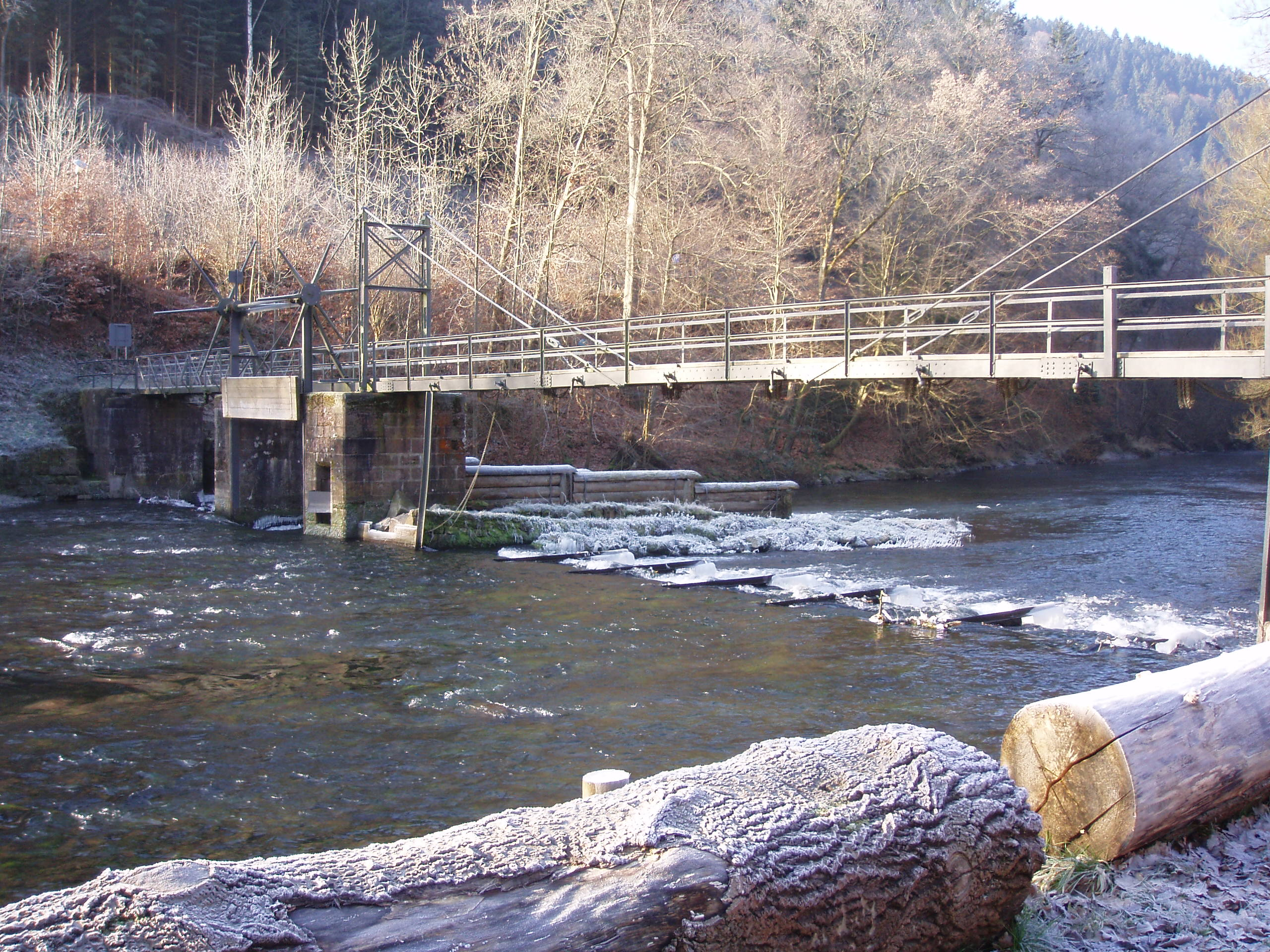
Wasserstube Nonnenwag in der Nagold, 19. Jh.

Die Flößerei ist im Schwarzwald seit dem frühen Mittelalter überliefert und war dort ein weitverbreiteter Beruf. Mit Wieden zusammengebundene Baumstämme wurden über die Flüsse zum Bestimmungsort bewegt. Die notwendigen Wassermassen wurden in sogenannten Floßstuben oder Schwallungen angestaut und dann zusammen zur Trift mit dem Floß freigegeben. Im Laufe der Jahrhunderte wurden diese Wasserwege über Murg, Nagold, Enz, Kinzig, Neckar und Rhein bis nach Holland erweitert. Die kleinen Seitenbäche wurden zum Teil ebenfalls floßbar gemacht. Für Städte wie Gernsbach, Schiltach und Wolfach wurde die Flößerei zum Haupterwerbszweig und in sogenannten Schifferschaften organisiert. Bis heute existiert die im 15. Jahrhundert gegründete älteste Forstgenossenschaft, die Murgschifferschaft. Im 18. Jahrhundert führte der niederländische Holzbedarf zur Blüte des Holzhandels, aber auch zum Kahlschlag weiter Regionen des Nordschwarzwaldes. Die langen und geradegewachsenen Tannen waren ideal geeignet als Baumaterial für Schiffe und als Rammpfähle, die in den sumpfigen Böden der Niederlande als Fundament für Städte wie Amsterdam und Rotterdam dienten. Besonders große und wertvolle, bis zu 200 Jahre alte Tannen, wurden „Holländer“ genannt.
Während dieser Blütezeit des Holländerholzhandels schwammen kapitale Rheinflöße von Koblenz stromabwärts. Diese gehörten mit 200 bis 400 Metern Länge, 40 bis 80 Metern Breite zu den größten jemals gebauten Flößen. Der Grund konnte so z. B. aus etwa 1700 Stämmen und die Oberlast aus etwa 2000 Stämmen bestehen. Zu ihrer Steuerung wurden 400 bis 500 Mann benötigt, für die riesige Mengen Lebensmittel mitgeführt und Unterkünfte, Küchen, eine Wäscherei, eine Bäckerei, ein Schlachthaus und Viehställe auf dem Floß errichtet wurden.
Wegen des Ausbaus des Schienen- und Straßennetzes wurde die Flößerei gegen Ende des 19. Jahrhunderts weitgehend eingestellt. Die Flößerei auf dem Rhein endete 1967.
In den Städten Wolfach, Schiltach und Gengenbach wird die Tradition der Flößer und die Herstellung von Flößen praktisch in Vereinen und auch in Museen wachgehalten. Über die Zeit der Flößerei im Nordschwarzwald berichten auch Sagen und Erzählungen. Eine Erzählung um den Holländer-Michl ist Das kalte Herz von Wilhelm Hauff.

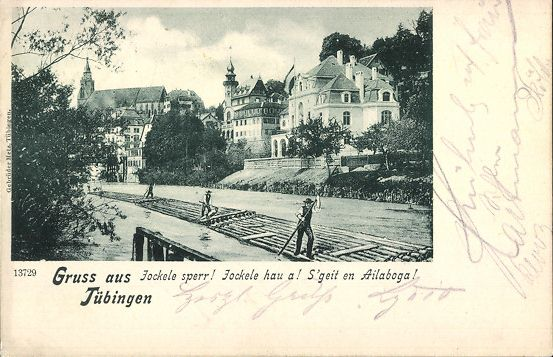
Tübingen

In Tübingen wurden die Neckarflößer von den Studenten mit dem Spottruf „Jockele sperr! S'geit en Ailaboga!“ geneckt, was so viel heißt wie „Jockele brems! Es gibt einen Ellenbogen!“, ein durch Unachtsamkeit entstandenes klappmesserartiges Verklemmen der miteinander vertauten Flöße im Fluss. Das letzte Floß fuhr am 26. Oktober 1899 durch Tübingen den Neckar hinab.

### Bayern, Österreich, Donau und Zuflüsse

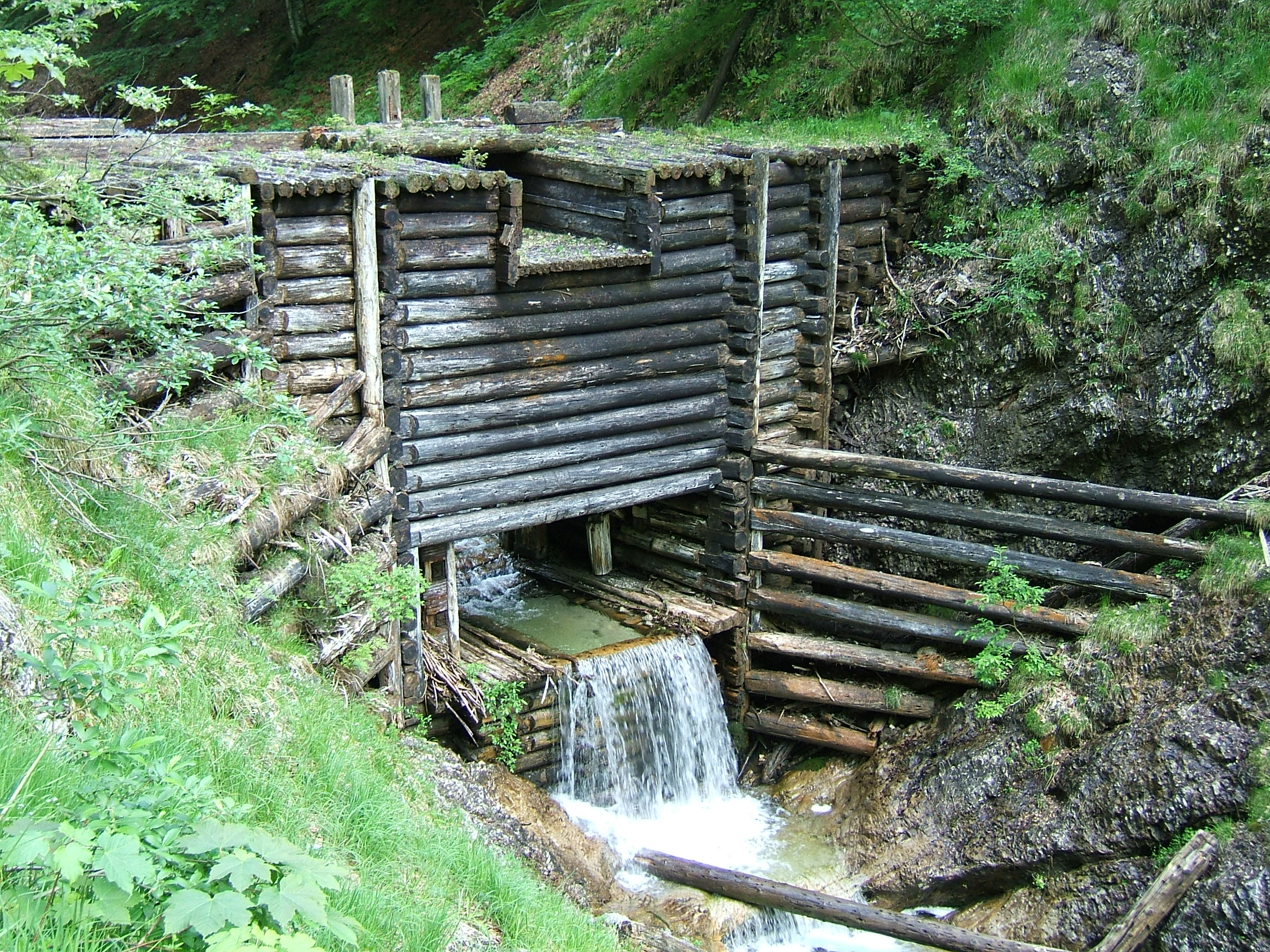
Klause am Kraxenbach bei Ruhpolding

Mit dem Aufkommen der Städte im 11. Jahrhundert entstand ein starkes Bedürfnis nach dem Rohstoff Holz für Bau- und Wirtschaftszwecke. So begann auch im österreichischen und bayerischen Raum im 12. Jahrhundert die Flößerei als Gewerbe. Stark genutzt wurden die Flüsse Loisach, Isar, Inn, Lech und Iller, über welche die weiter unten liegenden Städte (vor allem München, Freising und Landshut), aber auch Städte an der Donau wie Ulm, Wien und Budapest versorgt wurden. Da Häuser anfangs ganz aus Holz gebaut wurden und deshalb die Städte öfter Feuersbrünsten zum Opfer fielen, überstieg der Bauholzbedarf rasch die Ressourcen der Umgebung. Stattliche Bäume in der Umgebung gab es meist schon nicht mehr, als sich die Fachwerkbauweise durchsetzte. Aber auch Steinbauten waren nicht nur für die zur Errichtung notwendigen Gerüste und Kräne, sondern auch für Decken und Dachstühle auf beträchtliche Mengen von Balken angewiesen. Beim Bau der Münchner Frauenkirche in den Jahren 1468 bis 1488 z. B. benötigte Zimmermeister Heinrich für den Dachstuhl 147 schwerbeladene Bauholzflöße, davon 49 Zimmer- und 43 Schnittholzflöße mit zusammen etwa 630 Festmeter Rundholz. An der Zollstelle Wolfratshausen legten im Jahre 1496 an der vorgeschriebenen Landestelle 3.639 Flöße an.
Die Saline in Bad Reichenhall benötigte große Mengen an Brennholz zum Versieden der geförderten Sole. Aus Gebieten im österreichischen Pinzgau bezog die Saline das dringend benötigte Brennmaterial, für die Holztrift wurden die Wasser der Saalach genutzt. Die Saalforste sind heute noch privatrechtliches Eigentum des Freistaates Bayern, liegen aber auf österreichischem Hoheitsgebiet. Von den ehemaligen Triftanlagen sind noch das Triftwehr sowie Teile von Ufermauern und Schleusen erhalten.

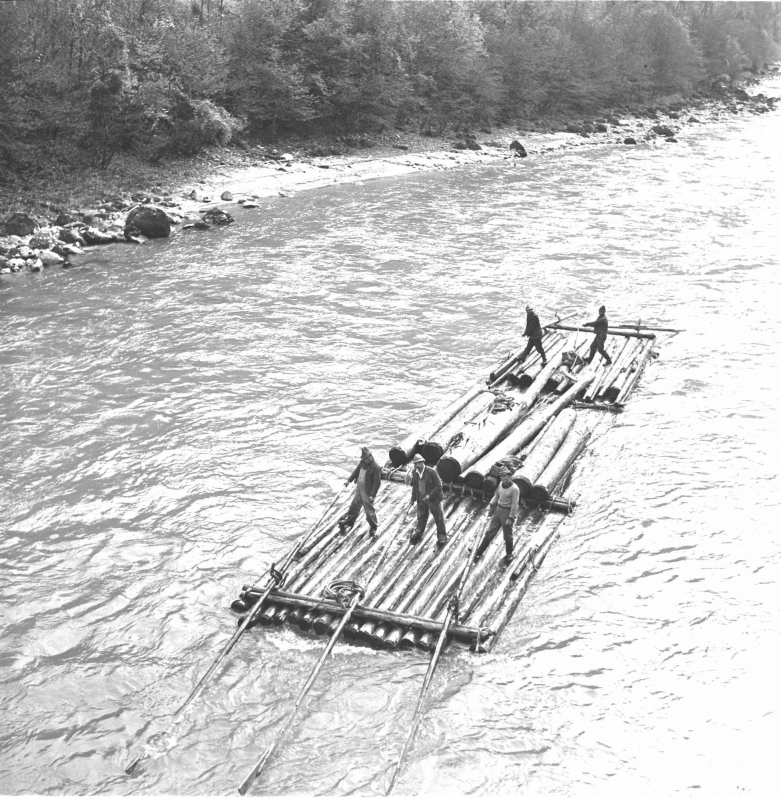
Flößerei auf der Sulm bei Gasselsdorf (1950)

Die ständig abgehenden Flöße wurden auch zum Warentransport und teilweise zum Personentransport verwendet. Im Jahr 1501 wurden z. B. gemäß der „Summarische Extrakt und beschreybung der Khauf-Handels und Schefleuth im Lands Bayrn“ folgende Güter transportiert: gebogenes Ebenholz, Papier, Pferdedecke, Käse, Schafwolle, Maultrommeln, Barchent, gestrickte Hemden, Kreide, Schuhe, Kupferwasser, Schmalz, Schleifsteine, Wetzsteine, Hopfenstange, Seegras, Fische (auch lebend). Seit 1623 verkehrte ein Reisefloß, das Ordinari, einmal wöchentlich von München nach Wien, das für drei Gulden pro Person ihre Kunden in sieben Tagen zum Ziel beförderte. Kinder wurden kostenlos befördert. Die Flößer organisierten sich in Zünften. So durften in Mittenwald maximal 20 Floßmeister, in Tölz bis zu 24 ihrem Gewerbe nachgehen. Selbst 1831 wurden in München noch zehn Floßmeister verzeichnet. Die Floßfahrt erreichte 1848 ihren Höhepunkt mit jährlich etwa 5800 Flößen. Erst die Stauwehren der Neuzeit und die modernen Verkehrsmittel wie die Eisenbahn brachten die Flößerei (außer für touristische Zwecke) zum Erliegen.
In Österreich dienten ebenfalls zahlreiche Flüsse auch dem Holztransport, wie z. B. die Sulm in der Steiermark oder in Oberösterreich die Große Mühl.
Die Flößerei auf der Enns diente neben dem Holztransport auch dem Abtransport des am Erzberg gewonnenen Eisenerzes. Die Strecke oberhalb von Steyr war durch die vielen Stromschnellen, insbesondere die bei Reifling, sehr gefährlich und nur bei höherem Wasserstand zu befahren. Die Schifffahrt auf der Enns endete in den 60er-Jahren des 19. Jahrhunderts mit der Eröffnung der Kronprinz Rudolf-Bahn. An die Zeit der Flößerei erinnert das Ennsmuseum, das im Kasten einer ehemaligen Ladstätte bei Weyer eingerichtet ist.

#### Frankenwald, Rodach, Main
Im Frankenwald wurde die Flößerei urkundlich erstmals 1386 erwähnt und wurde vereinzelt noch bis in die 1970er Jahre betrieben. Die Frankenwaldtannen wurden über Main und Rhein teilweise bis Amsterdam geflößt. Heute wird die Flößerei auf kurzen Strecken z. B. auf der Wilden Rodach bei Wallenfels touristisch betrieben.
Die häufigsten Floße auf Rodach und Main waren die im Frankenwald „Stümmel“ genannten Bretterfloße. Sie bestanden aus 960 bis 1000 Brettern, die mit Wieden und Stangen zusammengehalten waren. Mehrere Stümmel konnten zu „Stümmelstücken“ vereinigt werden. Im 20. Jahrhundert verschwanden die Bretterfloße durch den Bau der Eisenbahn, die das Schnittholz wesentlich schonender transportieren konnte.
Die einfachste Form des Floßbaus war die „Grundkuppel“. Sie bestand aus drei bis zehn Stämmen mit einer maximalen Breite von 2,60 m, vorn durch ein Joch fest aneinandergefügt und hinten nur an den äußeren Stämme verbunden. Der längste Stamm, der „König“, lag in der Mitte und machte das Floß wendig und beweglich für die gewundenen und engen Bäche.

#### Bayerischer Wald, Regen

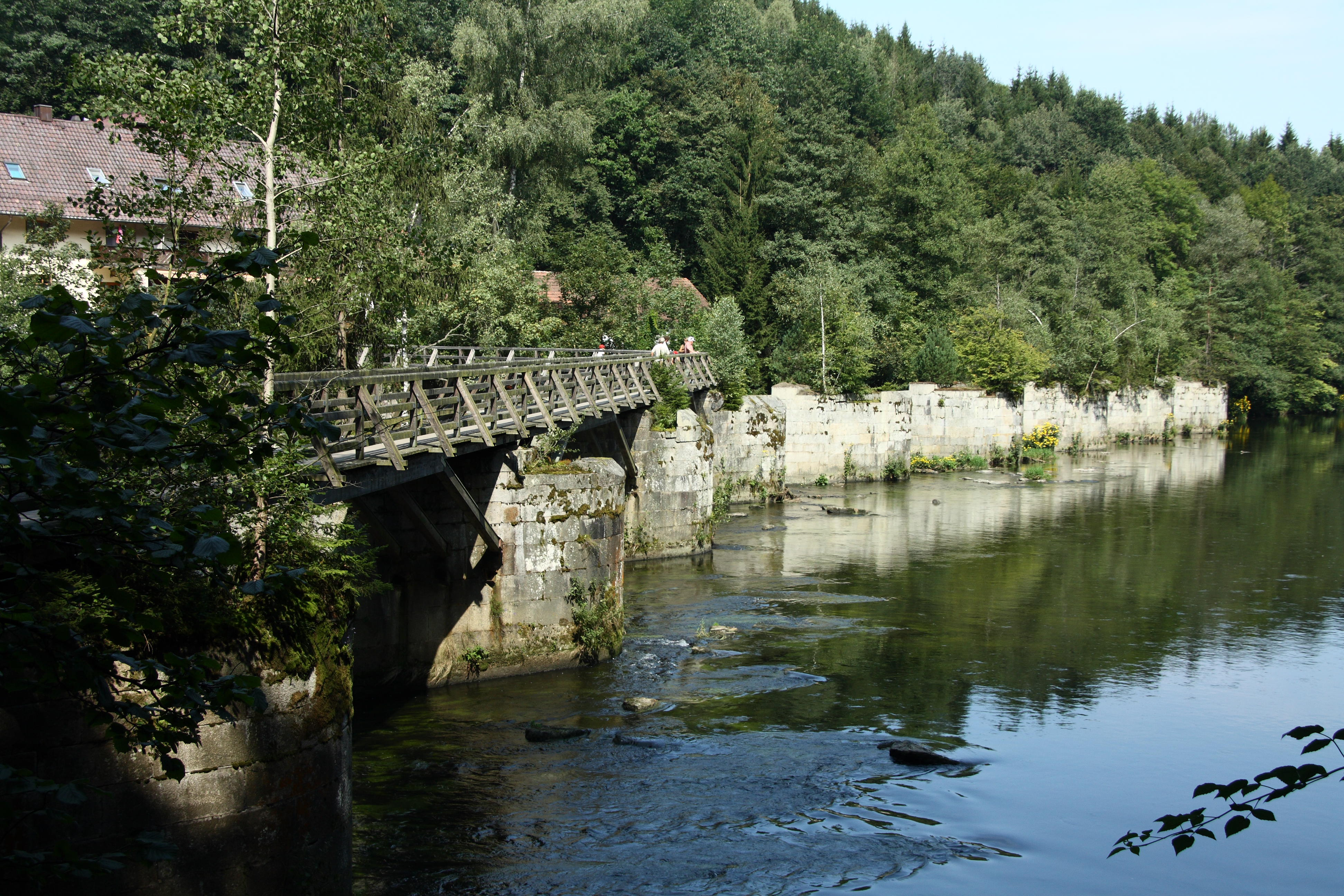
Die Triftsperre an der Ilz bei Hals

Seit dem 14. Jahrhundert gibt es erstmals eine Maut für Floßfahrten auf dem Regen. Staatliche Trift- und Floßbarmachung des Regens und einmündende Gewässer fand in den Jahren 1849 und folgende statt. Die Maßnahmen waren Einbau von Schellwerken und Schleusen, Freilegung und Säuberung der Rinnsale von Gestein und Anbringung von Uferschutz. 1856 kam der erste staatliche Erlass einer Floßordnung. 1863 wurde ein Leinpfad an beiden Gewässerseiten von 1,5 m Breite wegen Streitigkeiten mit Grundbesitzern angelegt. Die Triftsperre Fällenrechen erinnert noch heute an die Flößerei auf dem Regen.
Auf dem Regen von Zwiesel bis Regensburg gab es gut 30 Jahre lang (von März 1636 bis 1667) ein Holzfluder-Verbot wegen der im Fluss betriebenen Perlenzucht. Flößerei und Trift beschädigten zu viele Muscheln. Bis zu 1200 Muscheln mussten für einen Perlenfund geöffnet werden.
Noch heute in gutem Zustand und zu besichtigen ist die Triftsperre an der Ilz bei Hals. Diese 1827 bis 1829 errichtete Sperre verkürzte durch einen dazugehörigen Felstunnel den langen Weg durch die Halser Flussschlinge bedeutend. Jährlich wurden hier bis zu 100 000 Ster Holz verfrachtet.

### Brandenburg, Rhin
Um das Jahr 1787 begann die Holzflößerei auf dem Rhin, einem linken Arm der Havel, im heutigen Landkreises Ostprignitz-Ruppin. Von Norden nach Süden über den Tornowsee, Zermützelsee, Tetzensee, Molchowsee, Ruppiner See, Bützsee bis zum Sägewerk Hennigsdorf wurden die Flöße gestakt.
Nach dem großen Stadtbrand in Neuruppin wurde viel Holz für den Wiederaufbau benötigt und in Berlin war Holz ein begehrter Baustoff. An den Ufern der Seen gab es Holzablagen die im Winter bestückt wurden, wie zum Beispiel in Zermützel am Zermützelsee, wo im Frühling die Holzstämme zu Flößen zusammengestellt wurden.
Im Jahre 1960 endete die Flößerei mit dem Holztransport per Schiene und Straße.
Im Jahre 1972, nach dem Orkan Quimburga, fiel so viel Holz in der Region an, dass die Flößerei noch einmal auflebte und mit der letzten Flößung 1975, über den Tornow- und Zermützelsee, endgültig endete.

### Weser und Zuflüsse
Als im 12. und 13. Jahrhundert im norddeutschen Tiefland durch den Ausbau der Städte, den Schiffbau und die Anlage von Häfen die Nachfrage nach Holz stieg, bot sich die Weser als Transportweg an, um den Bedarf durch Lieferungen aus dem bewaldeten Bergland zu befriedigen. Holz und Holzprodukte wurden sowohl mit Schiffen als auch in und auf Flößen transportiert. Die Stadt Hannover wurde über die Flüsse Ilme und Leine aus dem Solling mit Holz versorgt. Da aus dem Weserbergland bis in das 19. Jahrhundert nur Laubholz, überwiegend Eichenholz und in geringeren Mengen Buchenholz, verflößt wurde, musste das Holz vor der Verflößung wegen des hohen spezifischen Gewichtes getrocknet werden. Um die Trocknung zu beschleunigen, wurden die Bäume entrindet. Bei Eichen wurde oft auch Splintholz entfernt. Trotzdem hatten die Flöße bis zu 80 cm starken Tiefgang und waren somit nur schwer zu lenken, so dass Flöße nicht mehr als 120 bis 150 Festmeter Holz enthielten. Durch das Anbinden von Holzfässern (Tonnen) konnte die Schwimmfähigkeit verbessert werden. Solche Flöße wurden auch „Tonnentragflöße“ genannt. Neben Stämmen wurde auch bearbeitetes Holz (Balken, Bohlen oder Bretter) geflößt.
Über die Werra gelangte auch Nadelholz aus dem Thüringer Wald auf die Weser, welches in Hann. Münden und Gimte zu großen Weserflößen gebündelt wurde. Diese sogenannten „Dielenflöße“ waren im 18. und 19. Jahrhundert der häufigste Floßtyp auf der Weser. Um die Holznachfrage besser befriedigen zu können, wurde Anfang des 18. Jahrhunderts auch im Weserbergland mit dem Nadelholzanbau begonnen, welcher allerdings erst Mitte des 19. Jahrhunderts größere Ausmaße annahm. Eine erste Meldung über die Zusammenstellung eines Floßes aus Fichtenholz ist aus Wahmbeck aus dem Jahr 1870 überliefert. Größere Mengen aus dem heimischen Raum wurden aber erst nach dem Ersten Weltkrieg geflößt.
Durch das Aufkommen anderer Transportmöglichkeiten, insbesondere von Lastkraftwagen ab Mitte der 1950er Jahre, kam die Flößerei zum Erliegen. 1964 passierten nur noch 6 Flöße die Schleuse in Hameln. Danach wurden nur noch einzelne Flöße, insbesondere aus nostalgischen Gründen, gebaut.
Holz aus der südlichen Lüneburger Heide gelangte ab etwa dem 17. Jahrhundert durch Flößerei auf Ise, Örtze und Aller zur Weser. Nach dem Ersten Weltkrieg wurde diese Transportweise eingestellt.

### Finnland

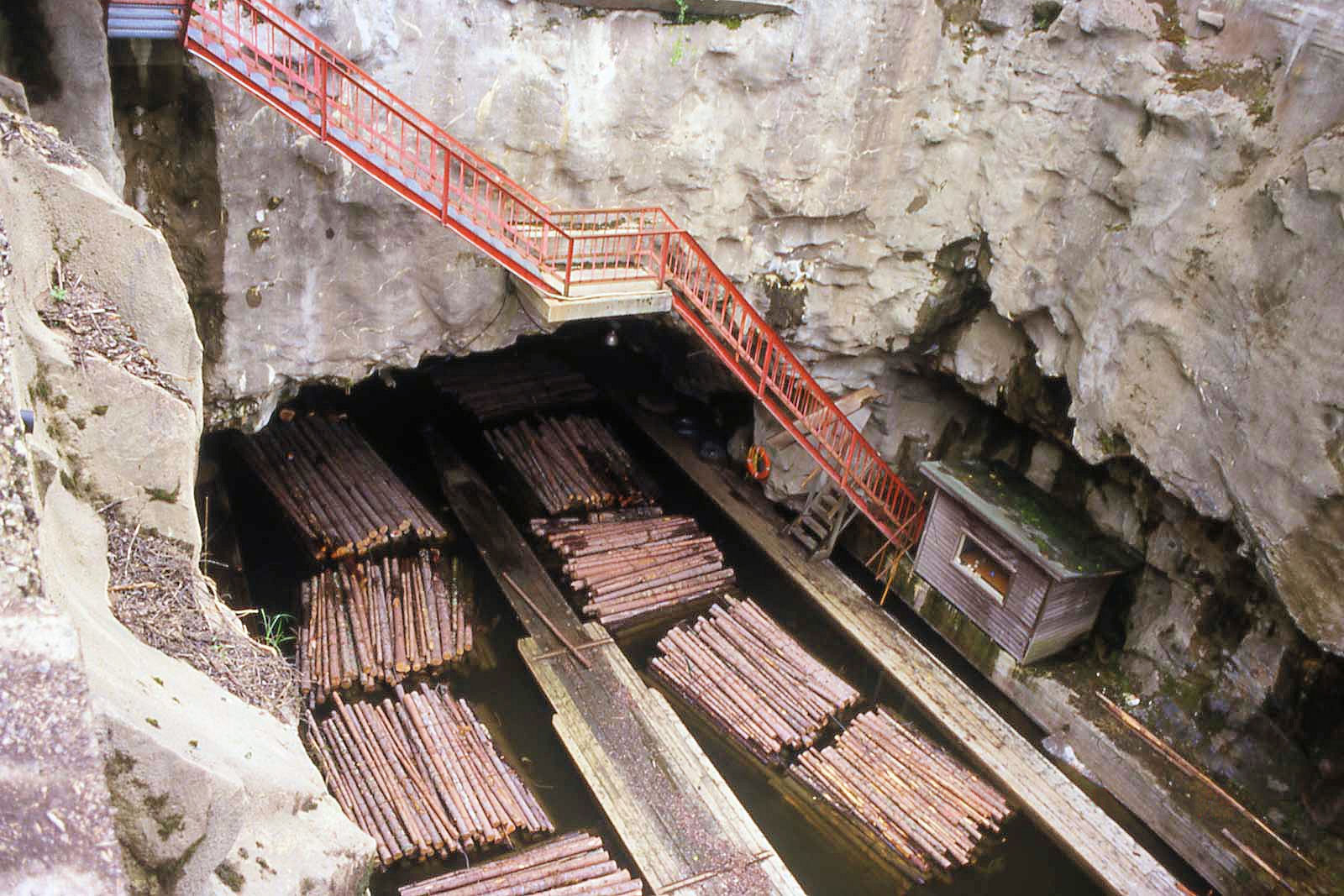
Tunnel des Kimola-Kanals

In Finnland hat die Flößerei bis heute eine große Bedeutung. Der noch im August 1966 für den Holztransport eingeweihte Kimola-Kanal ist 7 km lang und verbindet den Fluss Kymijoki über den See Konnivesi mit dem stromabwärts gelegenen Pyhäjärvi (Kymenlaakso). Der Kanalbau begann 1962. Die Wasserstraße wurde von der Regierung mit der damals modernsten Technik gebaut, aber schon 1999 zu einem großen Teil außer Betrieb genommen; die letzten Baumstämme schwammen am 14. August 2002 durch den Kanal. Es gibt keine Schleusen, jedoch in der Nähe eines Tunnels einen 12 m hohen Damm, an dem das Holz mit zwei 30-t-Kränen herabgelassen wurde, um den Höhenunterschied zu überwinden.

### Russland

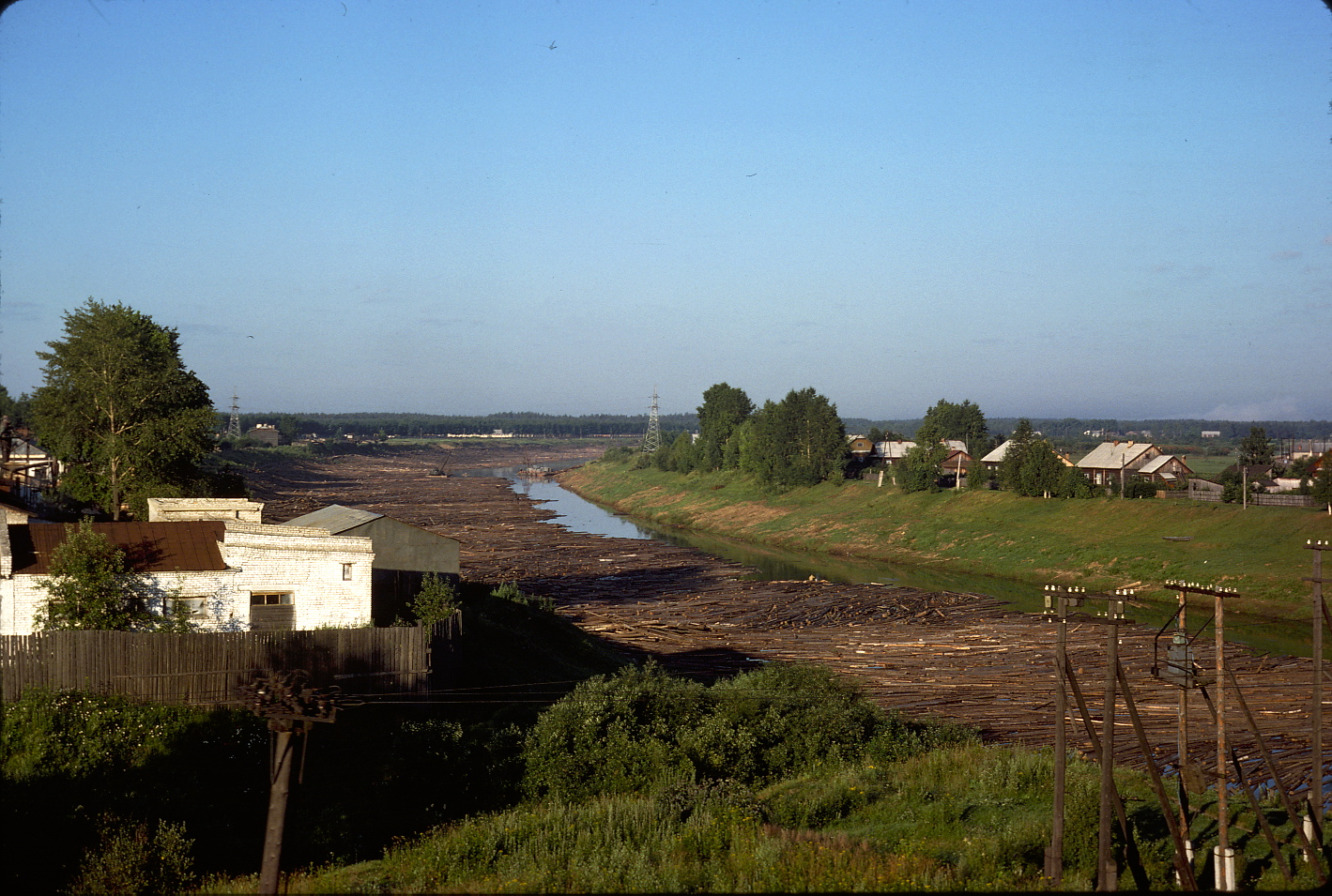
Flößerei auf der Kostroma, einem linken Nebenfluss der Wolga

Nach der Russischen Revolution wurde in St. Petersburg ein Flößerei-Institut gegründet, dessen Aufgabe es war, neue Technologien für die Flößerei zu entwickeln. Im Jahr 2006 wurden etwa 59.000 Kubikmeter Holz mit der Flößerei transportiert. Im Jahr 2008 wurde die Flößerei in Russland auf mehr als 2000 Flüssen und 255 Seen durchgeführt, insgesamt auf etwa 142.000 km.

### Schweiz

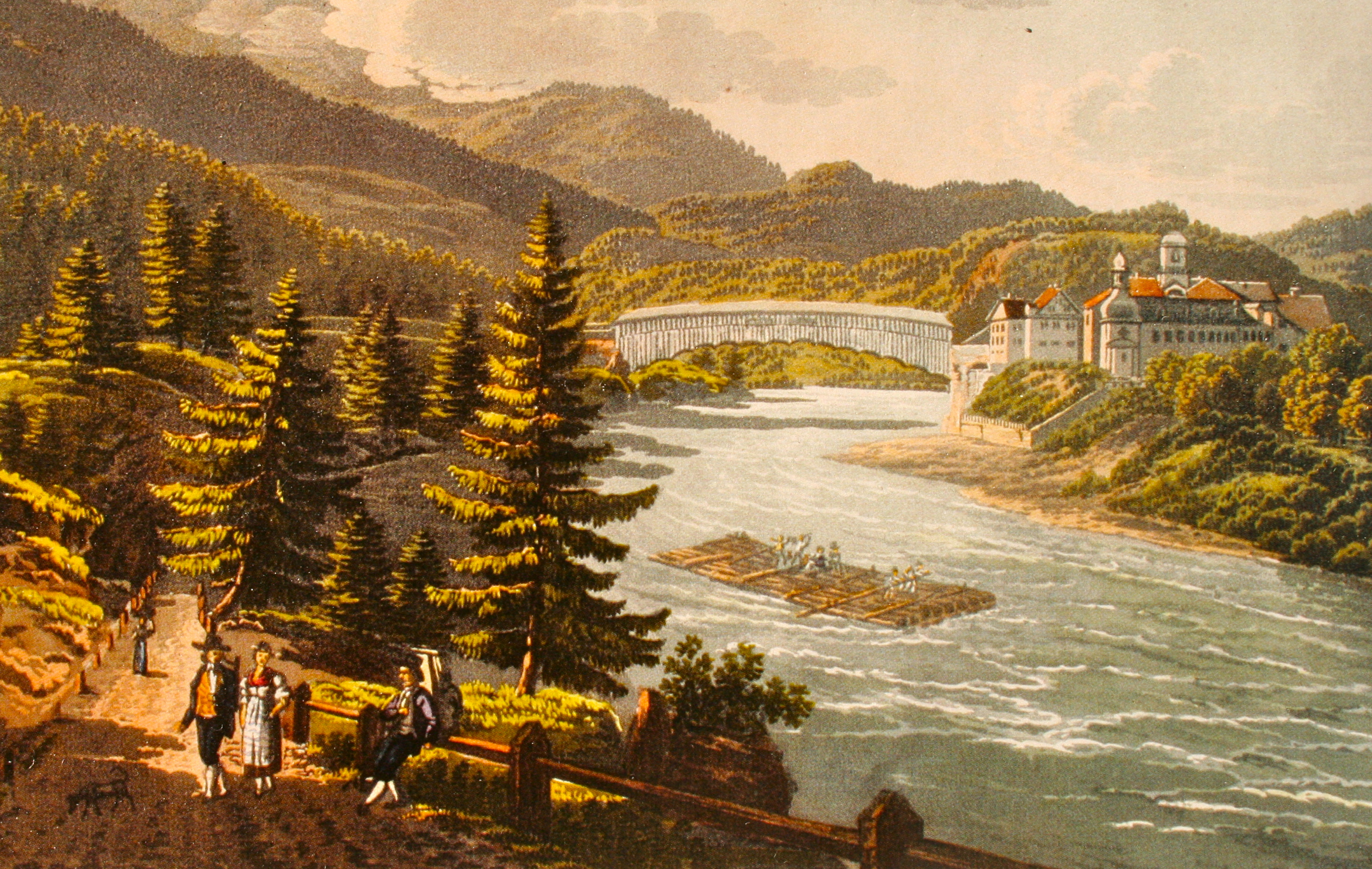
Flößerei auf dem Alpenrhein bei Reichenau (1822)

Flößerei und Trift waren auf allen Flüssen in der Schweiz verbreitet. Zu den wichtigsten Holztransportgewässern zählten Aare, Alpenrhein und Hochrhein, Tessin, Rhone, Inn, Emme, Reuss, Limmat und Sihl. Geflößtes Holz wurde zum Beispiel auf dem Alpenrhein von Reichenau bis Rheineck mit Waren beladen, nachdem der Rhein seit 1291 als freie Reichsstraße galt (Analogie zur Freien Reichsstadt).
Beliefert wurden die großen Städte und der Bergbau, später auch Eisenwerke in Gerlafingen, Choindez und Emmenbrücke. Holz wurde auch exportiert, so auf dem Rhein bis in die Niederlande, die Rhone hinunter und über Inn und Donau bis nach Wien. Es war üblich, dass die Flöße mit Handelswaren beladen wurden. An verschiedenen Orten bestanden Zünfte, die Flößerei war aber frei. In den 1830er Jahren wurde auch der Holzhandel liberalisiert, was der Flößerei zunächst großen Aufschwung verlieh. Eisenbahnbau und Steinkohleimport 30 Jahre später bewirkten das Ende dieses Gewerbes in der Schweiz.
Auf dem Ägerisee wird die Tradition der Flößerei noch heute aufrechterhalten. Etwa alle vier Jahre, zuletzt im Frühjahr 2021, wird ein Holzschlag ausgeführt, verbunden mit einem Flößerfest. Das im Bergwald am südwestlichen Ufer geschlagene Holz wird über den See nach Unterägeri geflößt und mitten im Dorf aus dem Fluss Lorze gehoben. Im Jahr 2005 drehten die beiden Waldbesitzer, die Korporation Unterägeri und die Korporation Oberägeri, einen Film, um das Handwerk des Flößens für die Zukunft zu dokumentieren. 2017 erschien der Kurzfilm «Ins Holz» und 2022 zeigte SRF-DOK den Dokumentarfilm «Die Flösser vom Ägerisee». Zwischen Laufenburg am Rhein und Stilli an der Aare besteht der Flösserweg.

### Schweden
Die Flößerei in Schweden begann in einem größeren Maßstab ab 1300 und nahm ab 1400 stark zu, als der Erzbergbau zunahm. Ab 1800 nahm die Flößerei weiter zu, als Landwirte ihr Holz an Sägewerke, Papierfabriken oder für den Export verkauften. In dieser Zeit wurden viele Flüsse für die Wasserkraft aufgestaut und Stromschnellen beseitigt, welche die Flößerei behinderten, so dass zum Beispiel der Dalälven von Dalarna bis hinunter zum Meer ab 1870 flößbar war. An den größeren Flüssen wurden Flößer-Unternehmen gegründet, die oft bis in die 1960er bis 1980er Jahren bestanden, als Bahn- und LKW-Transport profitabler wurden.
Wenn in Dalälven die Flößer-Saison begann, wurde nach dem Reinigen der Ufer und Aufstauen der Flüsse traditionell ein kleines Floß mit einer Puppe, die einen Flößer darstellte, gebaut. Das Floß wurde bei seiner Fahrt vom Jubel aller Flößer begrüßt.

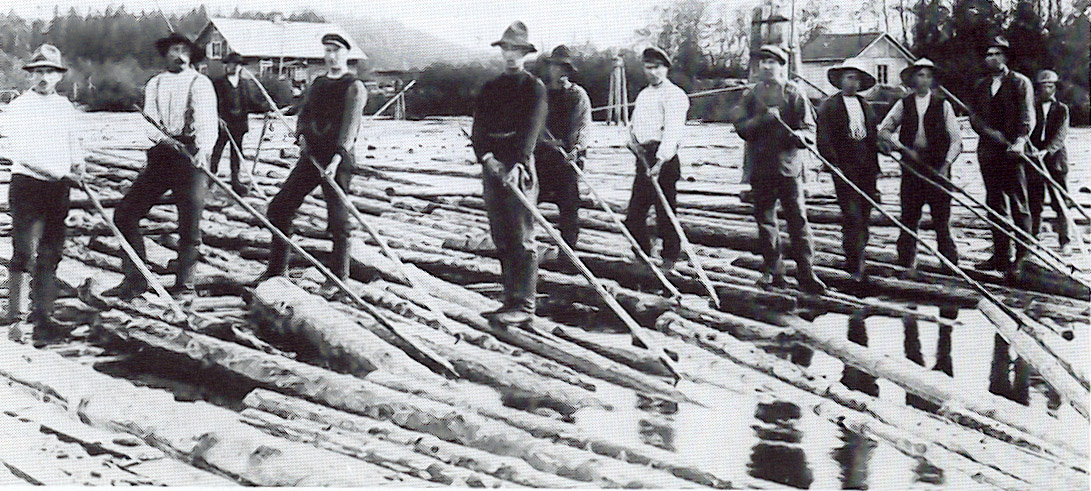
Flößerei auf dem Klarälven in Schweden
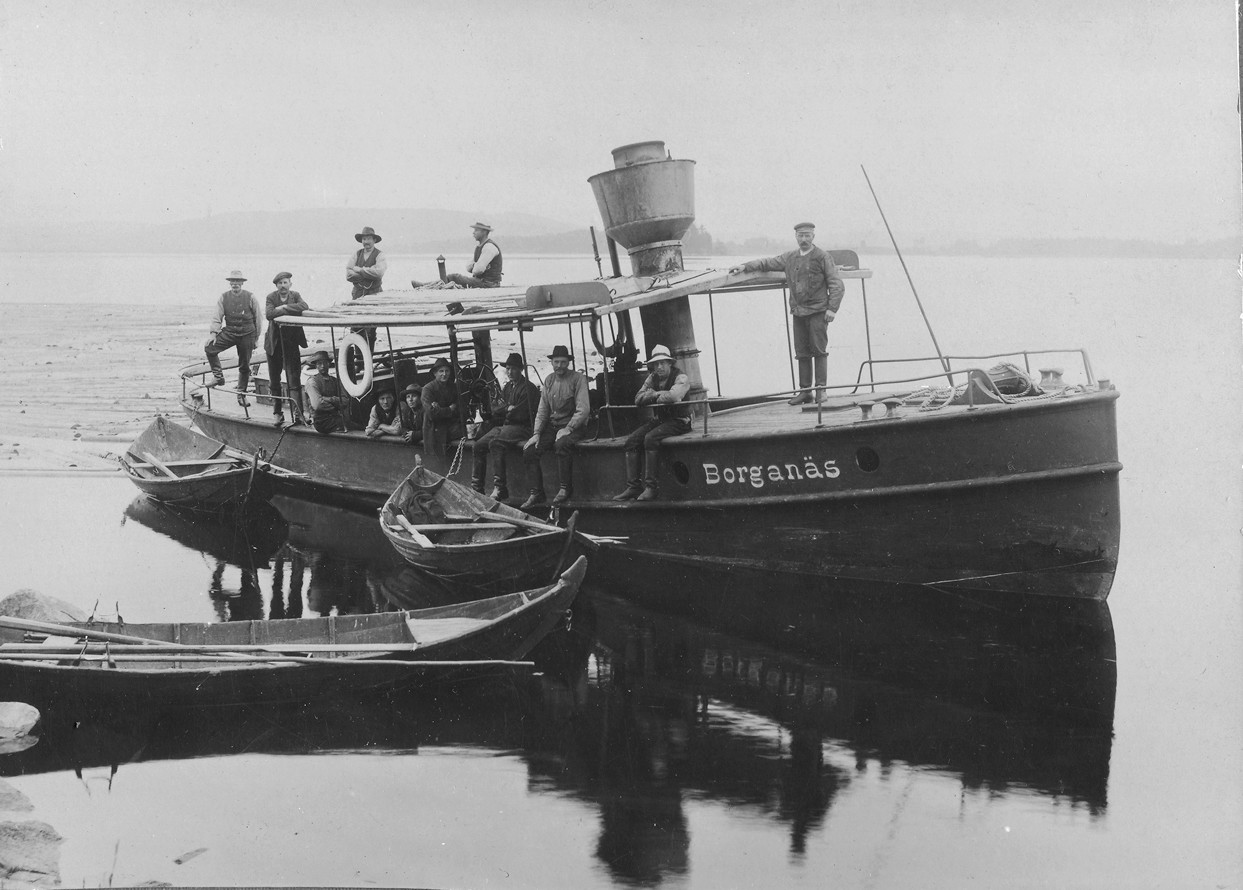
Floßschlepper Borganäs 1919
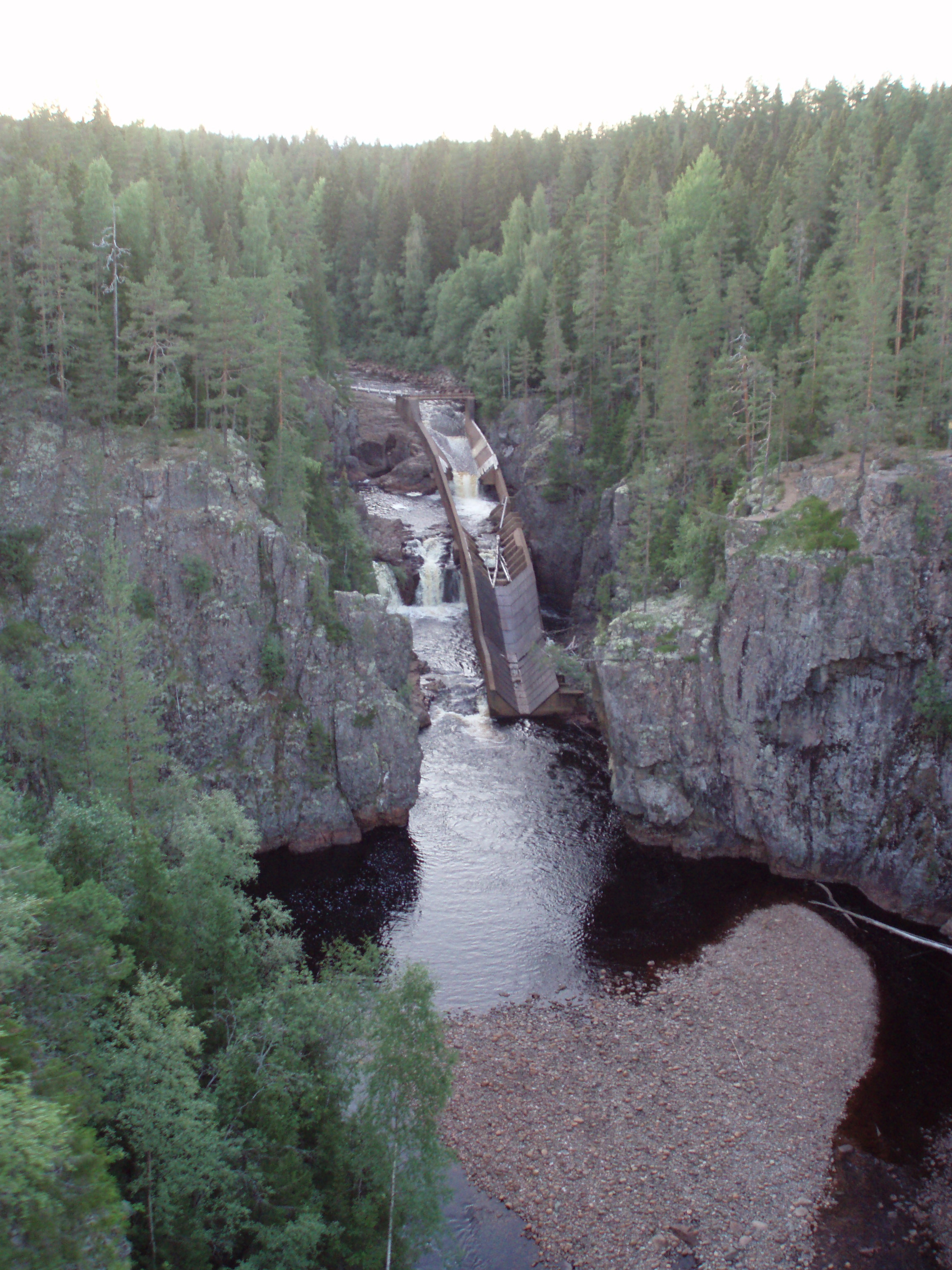
Ruine einer Floßrutsche im Fluss Ämån bei Orsa, Dalarna
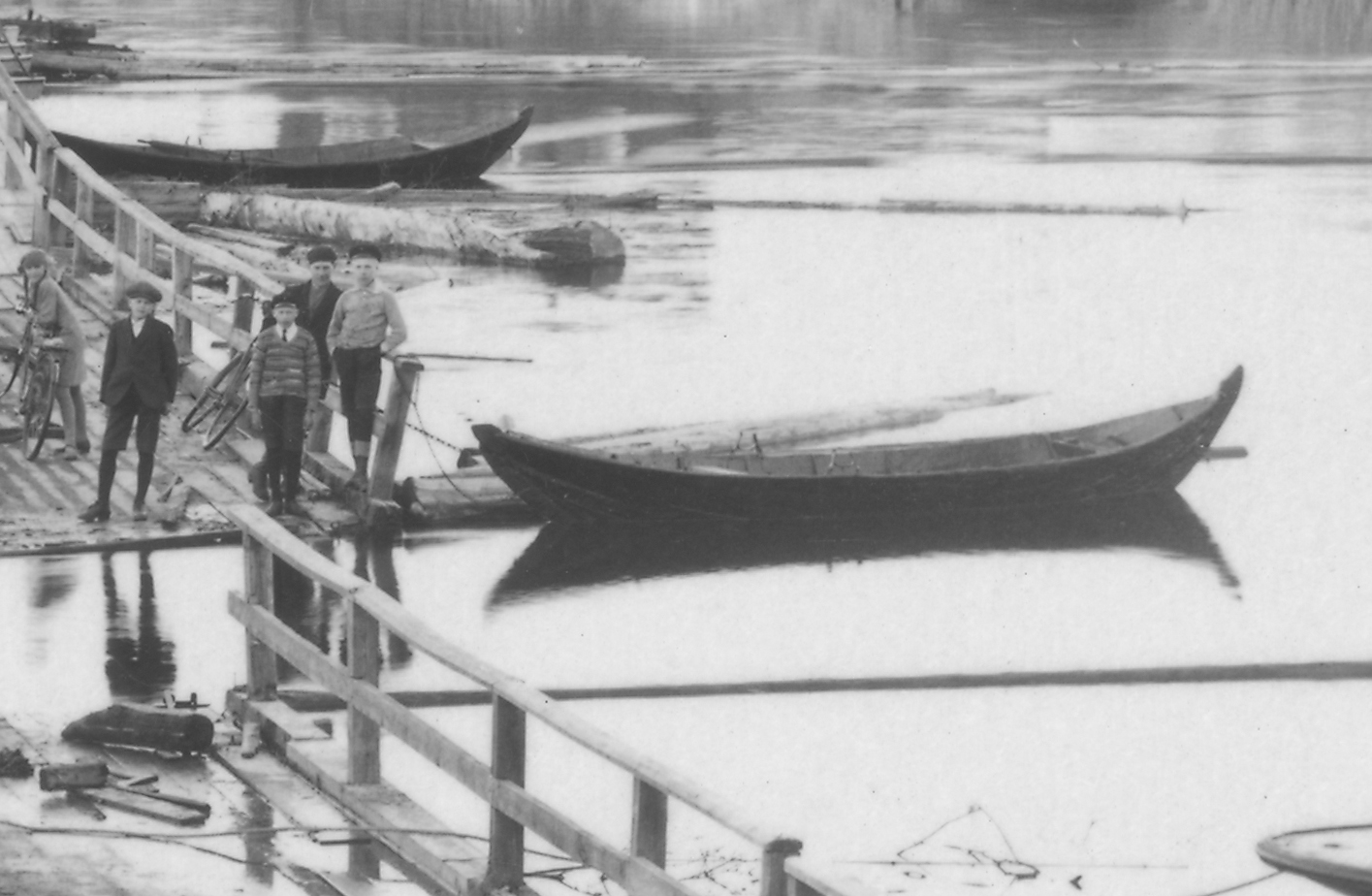
Floßlände mit Ruderboot

### Spanien

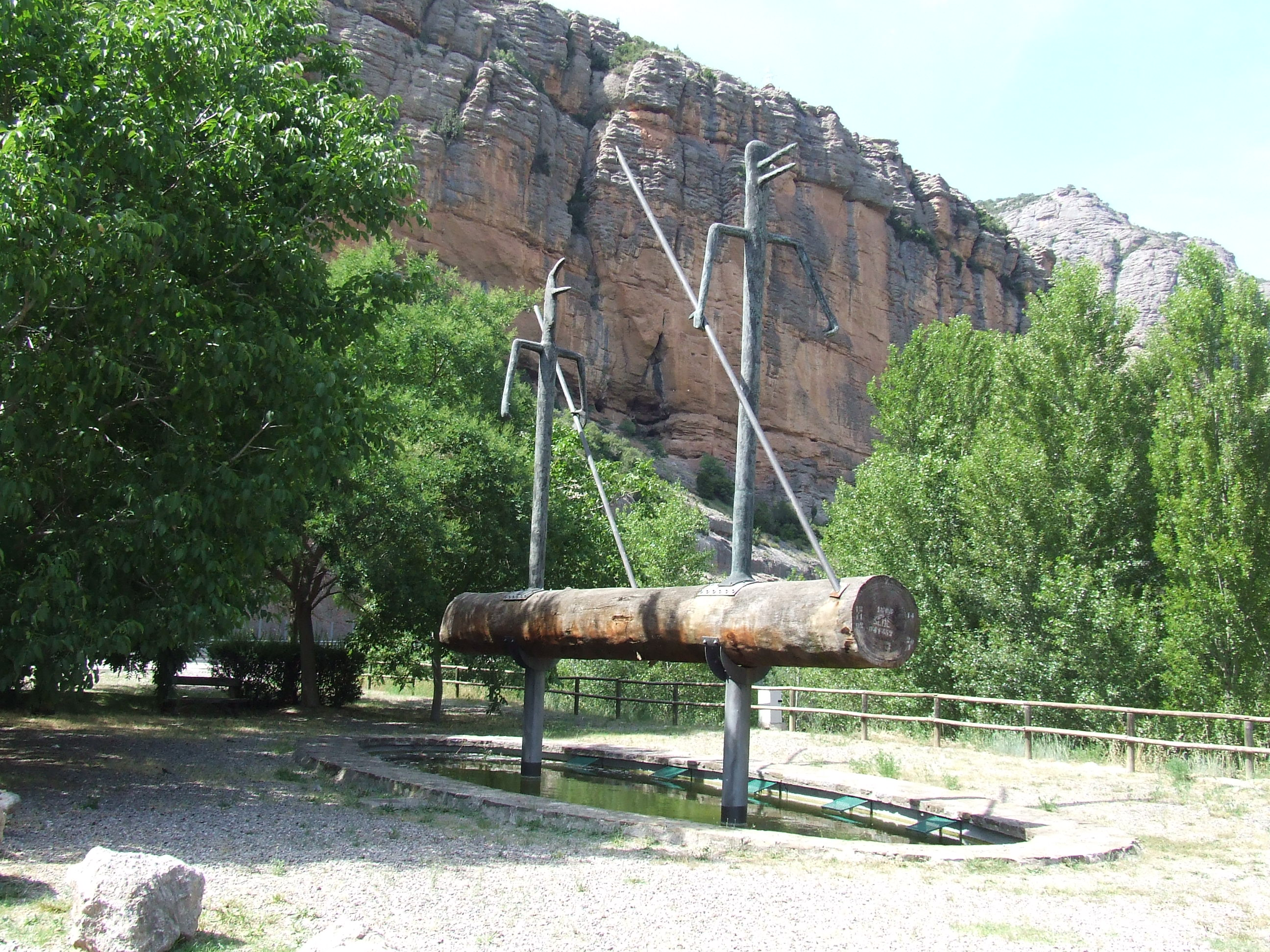
Flößereidenkmal in Collegats

In Spanien gab es Flößerei in erster Linie auf den Flüssen Ebro, Tajo, Júcar, Turia und Segura und in geringerem Umfang auf dem Guadalquivir. Es gibt Nachweise über Gancheros (Flößer) seit dem 16. Jahrhundert bis Mitte des zwanzigsten Jahrhunderts. José Luis Sampedro spiegelte in seinen Roman Der Fluss, der uns führt (1961) das gefährliche Leben der Gancheros wider. Dieser wurde 1989 von Antonio del Real in einen Film mit Fernando Fernán Gómez und Alfredo Landa umgewandelt.
In Katalonien gab es Flößerei vom 13. Jahrhundert bis in die 1930er Jahre, als der Bau von Staudämmen den Floßverkehr behinderte. Seit 1979 feiert man jeden ersten Sonntag im Juli den Nationalfeiertag der Flößerei in La Pobla de Segur und seit 1982, am dritten Sonntag im August in Coll de Nargó. Dabei wird ein Floß nach den traditionellen Methoden gebaut und damit der Fluss befahren.
In El Pont de Claverol gibt es ein Flößerei-Museum, das neben einer ständigen Ausstellung eine Bibliothek sowie ein dokumentarisches Zentrum für Archivmaterial, Fotos, Videos hat. Im Sommer 1998 eröffnete außerdem das Flößerei-Museum in Coll de Nargó.

### Ostmitteleuropa
Bis zum Ersten Weltkrieg hatte die Memel europäische Bedeutung in der Flößerei. Aus Russland und Litauen brachte sie jährlich bis zu 4.000 Triften mit rund 2 Millionen Festmeter Holz nach Tilsit, wo sich der dortige Bürgermeister Eldor Pohl durch Anlage eines Holzhafens um die Förderung der Flößerei verdient machte.

### Nordamerika

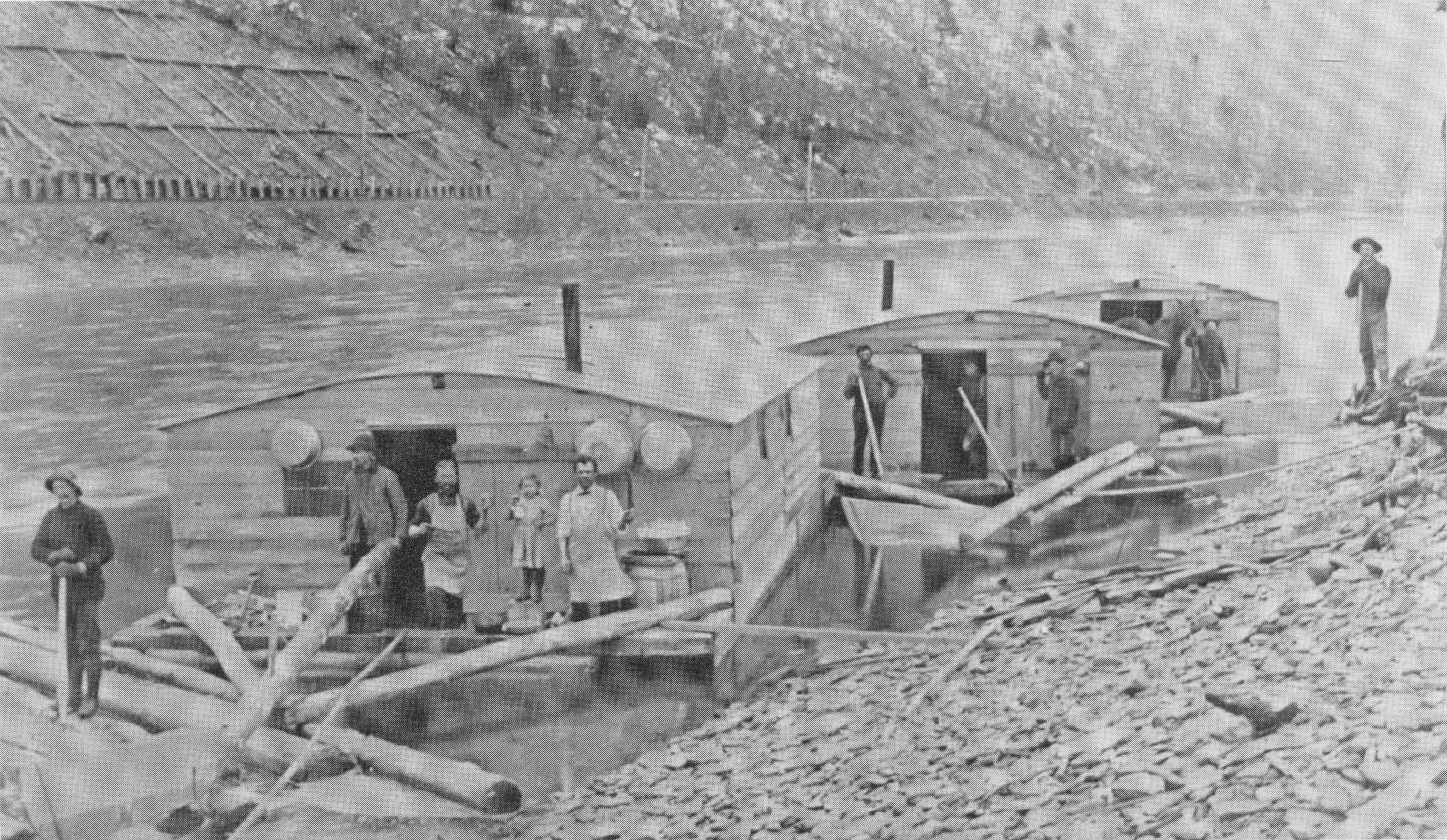
Pine Creek, Pennsylvania (1905)

Die Flöße auf dem Pine Creek in Tioga County, Pennsylvania, waren oft solide gebaut. Das linke hier abgebildete Floß diente als Küche und Esszimmer, das mittlere als Schlafzimmer und das rechte als Stall für die zum Treideln verwendeten Pferde. Diese Flöße wurden nur für einen Holztransport gebaut und am Ende der Reise als Schnittholz verkauft. Im Hintergrund ist die Bahnlinie der Jersey Shore, Pine Creek and Buffalo Railway zu sehen.
Wenn über die alten Tage am Altamaha-Fluss gesprochen wurde, erwähnten die Flößer oft einen Rag Point genannten Kleiderhaufen. Wer an Bord zum ersten Mal flussabwärts daran vorbeikam, musste ihm eine Spende geben, indem er ein Kleidungsstück daraufwarf. Wer das nicht wollte oder schaffte, wurde „ducked or docked“ – in den Fluss eingetunkt oder am Ziel in Darien für Getränke in den Saloons zur Kasse gebeten.
Altgediente Flößer erwähnten auch immer den „Holler“, eine Art Jodeln der Flößer am frühen Morgen oder späten Abend. Es gab ein Echo von oben und unten am Fluss, und gelegentlich antworteten auch andere Flößer aus der Einsamkeit.
Auch als in den 1900er Jahren das Land im Westen und Süden des Flusses schon lange nicht mehr von Indianern bewohnt war, war es noch Brauch, die Ufer als „weiß“ und „indianisch“ zu bezeichnen – oder als „Injun“, wie die Flößer das in der Regel aussprachen. „Ease the bow to Injun – Drück den Bug zu den Indianern“ war ein typischer Befehl der Floßführer an ihre Helfer.

## Heutige Zeit

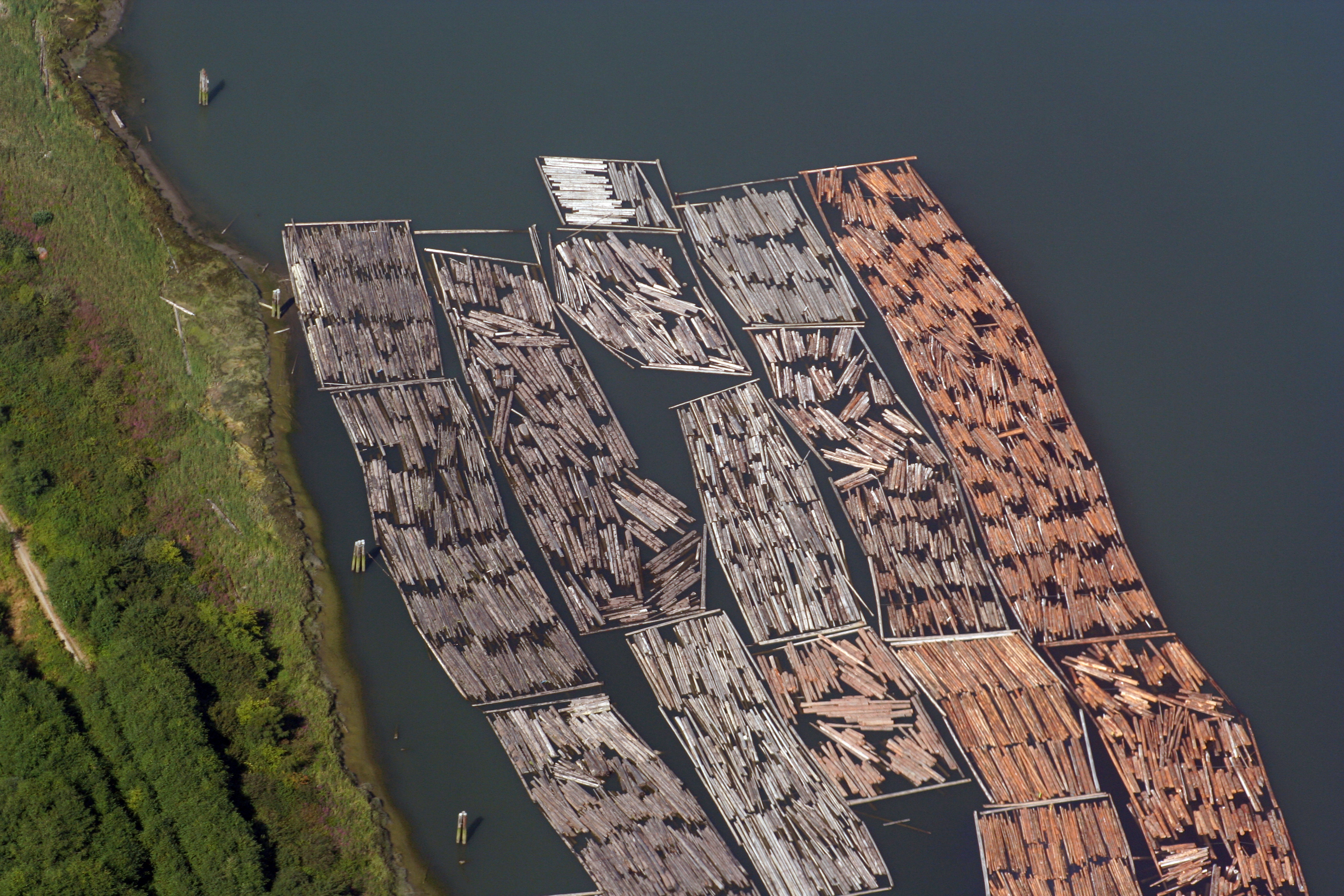
Vancouver

Ein Flößen im traditionellen Sinn gibt es in Mitteleuropa nicht mehr. Es wird in Europa nur noch in Norwegen (auf dem Telemarkkanal), in Finnland und in der Schweiz (auf dem Ägerisee) geflößt.
Große Flöße werden noch an der kanadischen Westküste vor Vancouver und Vancouver Island eingesetzt. Diese Flöße erreichen Längen von über einem Kilometer und sind oft weit über 50 Meter breit. Dabei sind die Flöße völlig unbemannt. Nur auf den Schleppern befinden sich zwei oder drei Mann Besatzung.
Weiterhin wird auch im asiatischen Teil Russlands geflößt. In Bangladesch wird Bambus von den Bergwäldern in die Küstenstädte, zum Beispiel für den Gerüstbau, geflößt.

## Begriffe der Flößerei

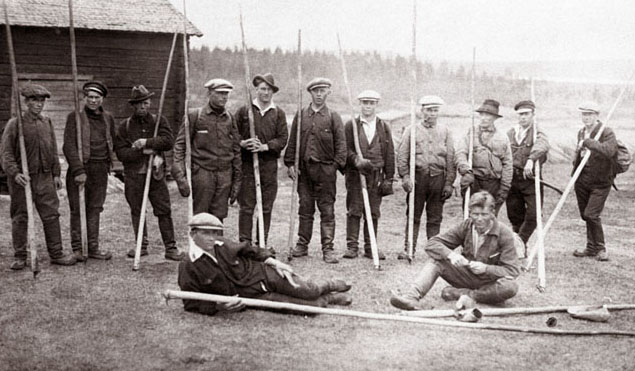
Pause bei den Flößern mit Floßhaken

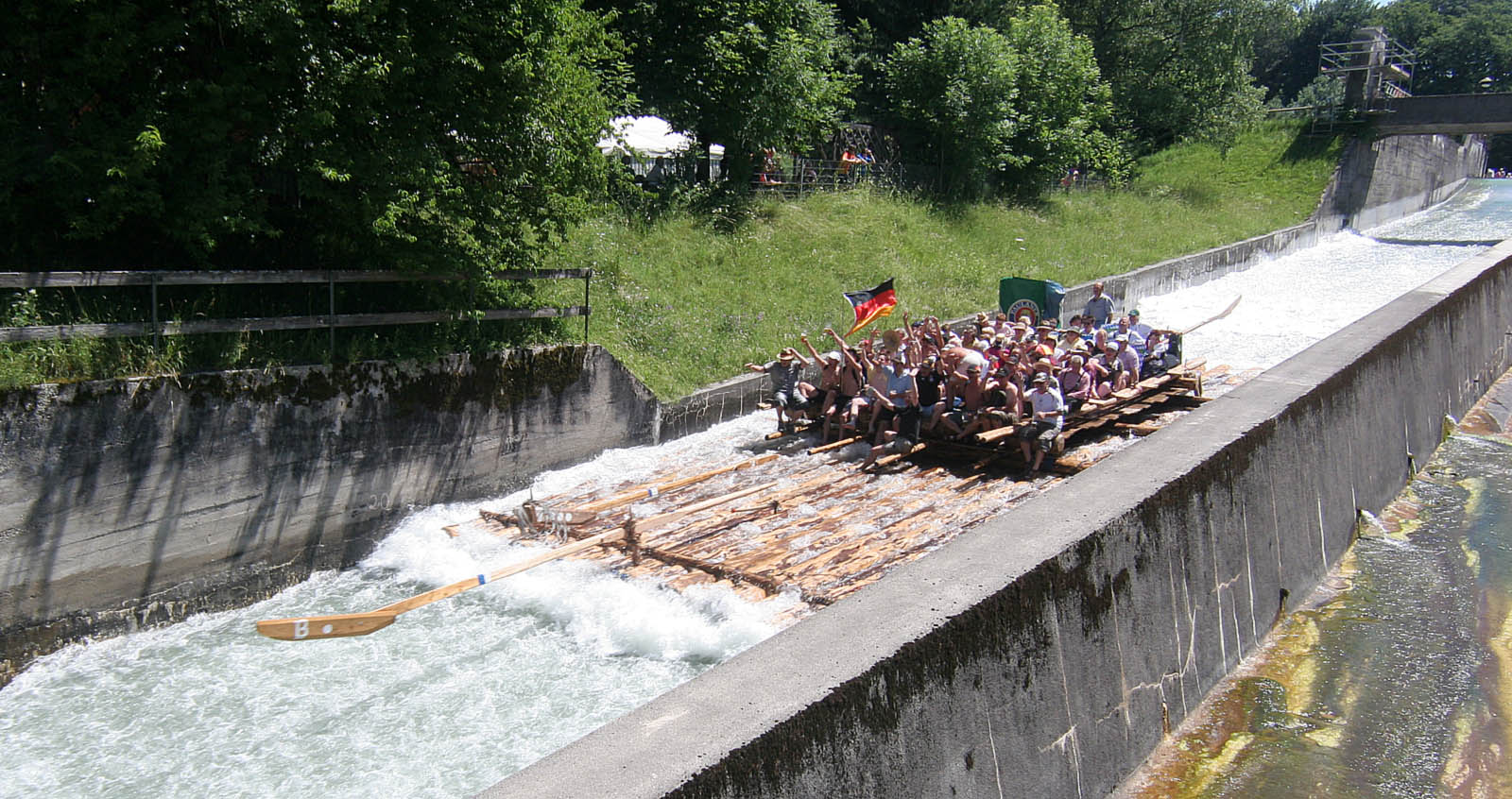
Europas größte Floßrutsche bei Straßlach-Dingharting mit einer Länge von 365 m

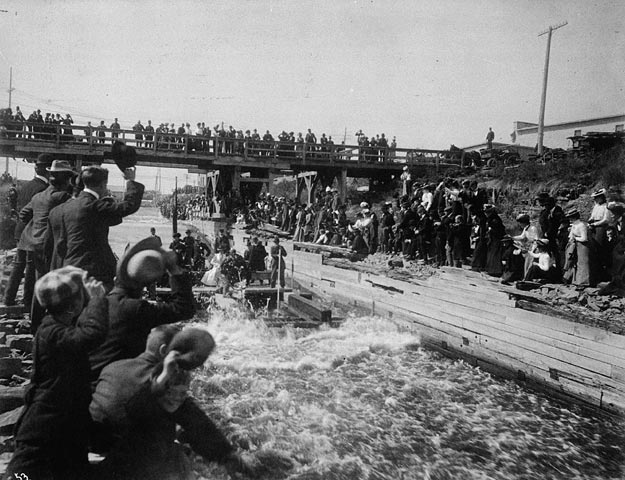
Prinz Edward auf der Floßrutsche bei den Chaudière Wasserfällen in Ottawa

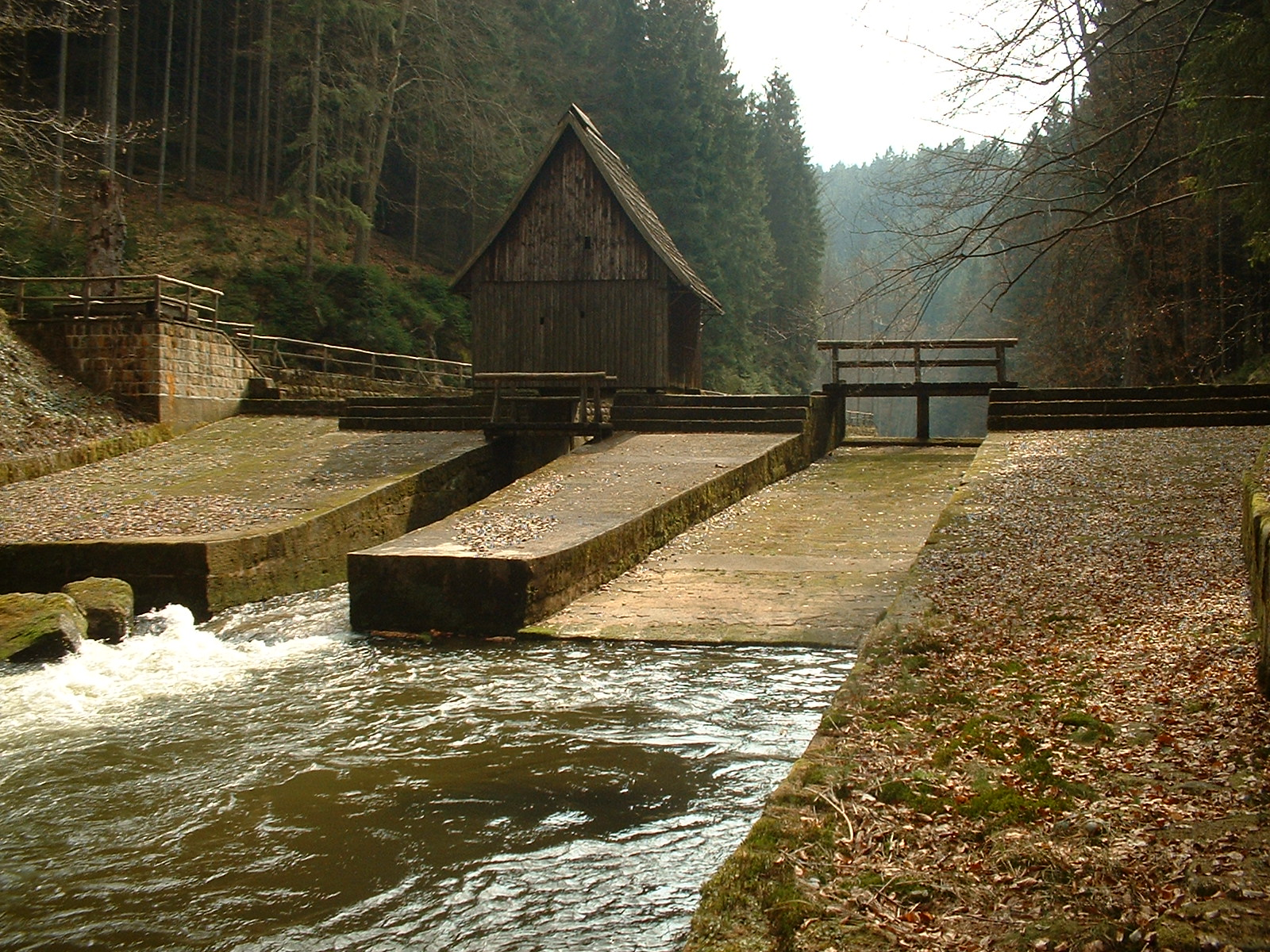
Schleuse in der Kirnitzsch

Viele der hier genannten Fachbegriffe sind nicht allgemeingültig, da der Sprachgebrauch von Region zu Region unterschiedlich war.
Abrechen – mit einem Abrechen wurde Brennholz aus dem Fluss aufgefangen, um es in einen Triftkanal zu leiten.
Bloch/Block – 3 bis 6 m langer abgesägter Teil eines Stammes zur Herstellung von Holzbrettern
Bloße – Stelle, an der die abgeschlagenen Baumstämme vom Wald in das Flusstal gebracht wurden. Meist handelte es sich um eine Schneise, in der die Stämme mit Seilen und zerkleinerten Baumstämmen als Rollen transportiert wurden.
Einbinden/Einhängen – Zusammenbinden der Stämme zu Floßgelenken und Flößen an der Einbindestätte
Floßauge – das Floßauge oder Wiedloch ist ein in einen Bauholzbalken eingearbeitetes Loch, das dem Einbinden von Bauholz in Flöße dient.
Floßbeamter – von den Landesbehörden bestellte Person zur Aufsicht des Verlaufs der Flöße, zur Verhinderung des Holzdiebstahls und zur Erhebung des Anländegeldes. auch: Floßmeister, Oberaufseher, Oberfloßkommissar, Flößerregimenter
Floßfeld/Plötze – das zu einer Tafel verbundene Langholz.
Floßgraben – meist künstlich angelegter Wassergraben für den Transport von Scheitholz.
Floßhaken – das Universalwerkzeug der Flößer. Die 1,50 bis etliche Meter langen Holzstangen mit Eisenspitze und seitlich gekrümmtem Haken dienten zum Floßbau, Steuern, Festhalten und Blöchertreiben sowie zum Schieben, Drehen, Wenden, Rollen und Heben des Holzes.
Floßherr – (im Osten Retmann) ist der Verantwortliche während der Floßfahrt, die er im Auftrag der Eigentümer des Floßholzes und der mit dem Floß transportierten Waren unternimmt. Er ist auch Besitzer oder Pächter des Anmachplatzes und verantwortlich für die unter seiner Obhut stehenden Flößer.
Floßlände – die Stellen, an denen die Holzstämme für den Floßbau gesammelt, gestapelt und zu einzelnen Flößen zusammengebunden werden, oder an denen das Floß anlandet, seine Waren abgeladen werden und das Floß zwecks seiner Holzverwertung demontiert wird.
Floßordnung – Die meist seit dem Mittelalter bestehenden Floßordnungen sind die vom Landesherrn vorgegebenen Direktiven, zum Beispiel die Zeiträume der Frühjahrsflöße von März bis spätestens Mai und der Herbstflöße von September bis Frostbeginn einzuhalten. Nach ihnen musste die Trift außerdem am 23. April, dem „Jörgetag“ (Georgstag), beendet sein.
Floßrechen/Schutze – Schutzvorkehrung, um flussabwärts treibende Holzstämme jeweils abbremsen zu können. Floßrechen müssen sehr massiv gebaut sein, damit sie Flutwellen und herantreibenden Holzstämmen standhalten können.
Floßrutsche – die Bootsgasse ermöglicht es, den Höhenunterschied an Stauwehren oder Wasserfällen zu umgehen, ohne das Holz zu beschädigen. Um genügend Strömung zu erzeugen, werden am Boden der Floßrutsche Lamellen angebracht. Diese zeigen von der Mitte aus in Fließrichtung nach außen. Dadurch wird das in Richtung Unterwasser vorbeischießende Wasser am Boden in Richtung der Wände gedrückt, steigt an den Wänden auf und fließt an der Oberfläche von beiden Seiten auf die Mitte zu. Dadurch wird eine oft an der Wasseroberfläche sichtbare Rinne in der Mitte der Gasse erzeugt. Diese und die doppelte Kreisströmung halten das Floß automatisch in der Mitte der Gasse. Eine der bekanntesten Floßrutschen in Kanada umgeht die Wasserfälle der Rivière Chaudière. Sie wurde eine bekannte Touristenattraktion.
Fluder, fludern – Floß und flößen in der Flößersprache. Die Bezeichnungen wurden am Regen noch im 20. Jahrhundert verwendet.
Gelenk – das Gelenk oder Gestör ist die Baueinheit eines Floßes (Floßglied, Floßabschnitt).
Holländer – Starke, für Schiffsmasten geeignete Stämme mit mittlerem Durchmesser von mindestens 34 cm bei 20 m Länge (Werte regional abweichend)
Klause – Damm aus Holz, Stein oder Erde zum Aufstauen des Triftwassers, mit Pforte zum Durchlass des Schwemmholzes.
Pfade – kleinerer, im Floß eingebundener Weichholzstamm
Oblast – zusätzliches Frachtgut in Form von Holz (z. B. nicht schwimmfähige Hölzer) oder ein anderes Frachtgut, welches auf dem Floß mitgeführt wird.
Riesen – Riesen oder Riesbahnen sind Holz-Rutschbahnen, auf denen Holz vom Einschlagsort zum Floßbach transportiert wurde. Sie waren v. a. im Schwarzwald und in den Alpen verbreitet.
Schleusen – Stauwerke, die durch Aufstauen des Wassers das Triften von Holzstämmen überhaupt erst ermöglichen. So wird der Fluss bis zu mehreren Tausend Metern angestaut, und die Baumstämme können selbst auf kleinen Flüssen problemlos geflößt werden.
Stapelgeld/Lagergeld – Niederlagsgeld für die Lagerung von Holz.
Wasserstube – künstlich angelegter Floßteich (Wassersammelbecken) zur Speisung eines Floßgrabens.
Wieden – Wieden sind extrem flexible und belastbare Holztaue, die zum Binden der Flöße oder deren Fracht verwendet wurden. Sie wurden aus selektierten 2,5 bis 3,5 m langen Jungstämmen von Weiden, Fichten, Tannen oder Eichen, die im Spätherbst geschnitten wurden, hergestellt. Man erhitzte sie in oder über einem (Wied-)Ofen und drehte sie dann durch Einspannen des starken Endes in eine „Hutzelbank“ bzw. einen „Wiedenbock“ auf. Im 20. Jahrhundert wurden sie zunehmend durch Stahlseile ersetzt.

## Film
Otto Guggenbichler zeigt in seiner Dokumentation „Auf dem Holzweg in die Zukunft“ von 1966 das Einschlagen und Bereitstellen der Holzernte entlang der Tiroler Ach. Durch den Waldwegebau und die Motorisierung kommt es zum „trockenen“ Holzweg  der den gefährlichen nassen Holzweg danach ablöste, die europaweit letzte weiträumige Holztrift.